# LMS-Klasse 7P „Coronation“
Die Dampflokomotiven der LMS-Klasse 7P „Coronation“ (englisch Coronation Class; teilweise auch als Princess Coronation Class, Coronation Scot Class, Duchess Class oder City Class bezeichnet) wurden zwischen 1937 und 1948 mit insgesamt 38 Stück von der britischen Bahngesellschaft London, Midland and Scottish Railway (LMS) beschafft. Die für den Expresszugdienst vorgesehenen Schlepptenderlokomotiven mit der Achsfolge 2’C1’ wurden von William Stanier, dem Chefingenieur der LMS, entworfen und in den Crewe Works der LMS in Crewe für den Einsatz auf der West Coast Main Line (WCML) zwischen London und Schottland erbaut. 24 der Maschinen wurden mit Verkleidung als Stromlinienlokomotiven gebaut. In den Nachkriegsjahren wurden die Verkleidungen jedoch wieder demontiert. 1937 erzielte die erste Maschine der Klasse mit 114 mph (ca. 183,4 km/h) einen Geschwindigkeitsrekord für britische Dampflokomotiven. Ab 1948 gehörten die Maschinen zum Bestand von British Railways, nachdem die LMS infolge des Transport Act 1947 verstaatlicht worden war. Bis Ende der 1950er Jahre bespannten sie die meisten wichtigen Expresszüge auf der WCML, bevor sie allmählich durch Diesellokomotiven ersetzt wurden. In den Jahren 1962 bis 1964 wurden die Lokomotiven ausgemustert. Drei Exemplare der Klasse blieben museal erhalten, davon ist noch eines betriebsfähig.

## Geschichte

### Vorgeschichte
Nachdem die LMS 1935 eine erste Serienlieferung von zehn Exemplaren der seit 1933 erprobten Klasse 7P „Princess Royal“ erhalten hatte, die sich sehr gut bewährt hatte, wurde im Sommer 1936 die Bestellung weiterer Exemplare für einen zur Einführung im Folgejahr vorgesehenen neuen schnellen und luxuriösen Expresszug zwischen London Euston und Glasgow vorbereitet. Zudem sollten mit den zusätzlichen  Pacifics die bislang überwiegend immer noch erforderlichen Lokomotivwechsel in Carlisle oder Crewe abgeschafft werden. Entsprechend der seitdem gesammelten Betriebserfahrungen überarbeitete das technische Büro der LMS die Konstruktionszeichnungen geringfügig und sah lediglich leichte Anpassungen in Details wie etwa den Überhitzerelementen und dem Radstand vor.
Der Erfolg der konkurrierenden London and North Eastern Railway (LNER) mit ihren neuen, ab 1935 ausgelieferten Stromlinienlokomotiven der Klasse A4 wie auch die Erfahrungen mit Testfahrten einer Princess Royal bewogen die LMS und ihren Chief Mechanical Engineer (CME) William Stanier jedoch dazu, den Entwurf gründlicher zu überarbeiten. Insbesondere wurden größere Treibräder vorgesehen und der Kessel bis zu den maximal möglichen Maßen innerhalb des Lichtraumprofils der LMS vergrößert. Auch das Vierzylinder-Triebwerk (ohne Verbundwirkung) der Princess Royal wurde umfassend überarbeitet und die Außenzylinder etwas weiter nach vorne versetzt. Eine Stromlinienverkleidung wurde analog zu den A4 ebenfalls vorgesehen. Stanier schätzte diese zwar eher als Modeerscheinung ein, musste aber hier dem Druck der LMS-Führung nachgeben, die aus Marketinggründen Wert darauf legte. Letztendlich entstand damit eine neue Bauart und die Beschaffung der Princess Royal Class wurde zugunsten des neuen Entwurfs nicht fortgesetzt. Da Stanier in dieser Zeit mit einer Untersuchung zur Ursache von Entgleisungen von Pacific-Lokomotiven in Britisch-Indien befasst war, wurden die Konstruktionsarbeiten bei der LMS weitgehend von Thomas F. Coleman, dem Chefzeichner des LMS-Konstruktionsbüros, Staniers Assistenten Robert Riddles und dem späteren CME von British Railways, Roland C. Bond, übernommen.

### Bau und Erprobung
Im Vergleich mit den Princess Royals konnte bei den Lokomotiven der Coronation Class eine spürbare Leistungssteigerung erzielt werden, bspw. durch eine deutlich größere Heizfläche. Sie waren die größten und leistungsfähigsten Schnellzuglokomotiven aller britischen Eisenbahngesellschaften. Dennoch wogen die Maschinen voll ausgerüstet lediglich eine Tonne mehr als ihre Vorgänger, was auf die umfangreiche Verwendung nickellegierten Stahls zurückzuführen ist. Wie die Princess Royal Class wurde die Coronation Class in der von der LMS verwendeten Leistungsklassifizierung aller Lokomotiven als 7P eingestuft. British Railways änderte die Einstufung zum 1. Januar 1951 auf 8P.
Die ersten fünf Maschinen der neuen Coronation Class entstanden 1937 in den LMS-eigenen Werkstätten in Crewe. Sie erhielten die Nummern 6220 bis 6224. Mit ihnen sollte der neue Expresszug Coronation Scot bespannt werden, der in diesem Jahr den Dienst zwischen London und Glasgow mit lediglich einem Zwischenhalt in Carlisle aufnehmen sollte. Die erste Lokomotive wie auch der Zug erhielten ihre Namen zur Feier der im selben Jahr stattfindenden Krönung von König Georg VI. Passend zur für den Coronation Scot beschafften neuen Zuggarnitur und zum Ziel des Zuges in Schottland bekamen die Lokomotiven abweichend von der normalen Farbgebung der LMS eine Lackierung in Blau mit silbernen Längsstreifen in den traditionellen Farben der Caledonian Railway, einer der Vorgängerbahnen der LMS.
Auf einer Pressefahrt zur Vorstellung der neuen Lokomotive und des Coronation Scot erzielte die Maschine 6220 zwischen London Euston und Crewe am 29. Juni 1937 kurzzeitig eine Geschwindigkeit von 114 Meilen pro Stunde (mph, ca. 183 km/h) und errang damit den britischen Geschwindigkeitsrekord für Dampflokomotiven, den zuvor mit rund 181 km/h eine Lokomotive der LNER-Klasse A4 gehalten hatte. Die Fahrt hätte beinahe in einer Katastrophe geendet, da der Zug vor Crewe erst relativ spät abgebremst werden konnte und im Bahnhof über abzweigende Weichenstraßen geführt wurde. Statt den erlaubten 20 mph (ca. 32 km/h) passierte der Zug die Weichen mit gut 52 mph (ca. 84 km/h), nach anderen Angaben sogar mit 57 mph (ca. 92 km/h). Das neu entwickelte Fahrwerk der Lokomotive bewährte sich jedoch und der gesamte Zug blieb trotz kräftiger Wankbewegungen im Gleis. Einen Totalschaden gab es lediglich im mitgeführten Speisewagen, in dem das gesamte Geschirr der heftigen Querbewegung zum Opfer fiel. Mehrere Fahrgäste trugen dabei leichte Verletzungen wie Prellungen und blaue Flecken davon. Der LMS-Vizepräsident Ernest Lemon bemerkte gegenüber den bleich gewordenen Pressevertretern im Zug mit typisch britischem Understatement, dass man bei den regulären Fahrten natürlich nicht vorhabe, das zu wiederholen, der Zug wäre lediglich ein wenig schneller gewesen als fahrplanmäßig vorgesehen („a little faster than in the ordinary course“). Gut ein Jahr später eroberte die LNER am 3. Juli 1938 mit der Weltrekordfahrt der A4 4468 Mallard allerdings auch den britischen Rekord zurück.
Stanier ließ während der bereits begonnenen Serienlieferung die Konstruktion der Coronation Class in diversen Details verbessern und erprobte neue Bauteile. Die Lokomotive 6234 Duchess of Abercorn erhielt daher kurz nach ihrer Ablieferung einen Doppelschornstein, der in Testfahrten ausführlich erprobt wurde. Im Rahmen einer solchen Testfahrt beförderte die Lokomotive am 26. Februar 1939 einen aus 20 Reisezugwagen bestehenden Zug von Crewe nach Glasgow und zurück. Obwohl die Zuglast mit 604 Tonnen damit fast das Doppelte der Last des Coronation Scot betrug, benötigte die Lokomotive gegenüber dessen vorgesehener Fahrtzeit lediglich 1,5 Minuten mehr. Die Messungen während der Fahrt ergaben eine Leistung von 2.282 PS am Zughaken, was einer indizierten Leistung von 3.333 PSi entsprach und damit die größte je bei einer britischen Dampflokomotive gemessene Leistung war. Zuvor war die Lokomotive mit Einfachschornstein vor einem vergleichbaren Zug erprobt worden und hatte erhebliche Probleme gehabt, den Zug auf der West Coast Main Line über die langen Rampen des Shap Summit und bei Beattock zu befördern. In der Folge erhielten alle neuen Lokomotiven von Beginn an Doppelschornsteine, bei den bereits gelieferten Exemplaren wurden sie nachgerüstet.

### Serienlieferung
Nachdem sich die ersten fünf Lokomotiven bewährt hatten, gab die Führung der LMS Ende 1937 die Beschaffung einer ersten Serie von zehn Maschinen für das Jahr 1938 frei. Zuvor waren noch einzelne Brücken auf den außer der WCML vorgesehenen weiteren Einsatzstrecken für die Achslast der Coronation Class ertüchtigt worden; mit 22,50 Long tons (22,86 t) waren die Lokomotiven nur auf wenigen Hauptstrecken der LMS uneingeschränkt einsetzbar. Aus dieser Bestellung folgten zunächst 1938 weitere fünf Maschinen mit den Nummern 6225 bis 6229 und mit Stromlinienverkleidung, jedoch nun wieder im gewohnten Dunkelrotbraun (LMS Maroon) der LMS lackiert. Stanier sah seine Zweifel an der Nützlichkeit der Stromlinienverkleidung aufgrund der ersten Erfahrungen und Messfahrten bestätigt und ließ die fünf weiteren Maschinen, die Nummern 6230 bis 6234, erstmals ohne Verkleidung bauen. Vergleichsfahrten zwischen verkleideten und unverkleideten Lokomotiven der Klasse zeigten keine großen Vorteile der Stromlinie beim Kohlenverbrauch – hochgerechnet auf einen Monat belief sich die Differenz auf etwa sieben bis 12 Tonnen, was im Schnitt ungefähr einer Tenderfüllung entsprach. Insgesamt ergab sich eine Einsparung von etwas über zwei Prozent. 1939 und 1940 folgten jeweils weitere fünf Maschinen, jedoch auf Druck der für Öffentlichkeitsarbeit Zuständigen der LMS wieder mit Stromlinienverkleidung.
Bedingt durch den Ausbruch des Zweiten Weltkriegs, der statt Expresszuglokomotiven den Bau von Güterzuglokomotiven erforderte, endete die Beschaffung 1940 zunächst. Erst 1943 gelang es der LMS, die Beschaffung weiterer Maschinen genehmigt zu bekommen. Die in diesem Jahr gebauten Lokomotiven mit den Nummern 6245 bis 6248 erhielten nochmals eine Stromlinienverkleidung. Alle weiteren Maschinen wurden ohne Verkleidung geliefert: 1944 kamen zunächst die vier Lokomotiven 6249 bis 6252 in den Bestand der LMS. Nach einer Pause erhielt die LMS 1946 und 1947 die letzten vier Lokomotiven der Klasse mit den Nummern 6253 bis 6256. Mit Verzögerung wurde schließlich im Mai 1948 die letzte Maschine der Coronation Class ausgeliefert, nunmehr an die infolge des Transport Act 1947 zum 1. Januar 1948 neugegründeten British Railways (BR), in der alle verstaatlichten britischen Privatbahnen zu diesem Datum aufgegangen waren. Sie erhielt die BR-Nummer 46257.
Die letzten beiden Maschinen wichen leicht von den vorigen Serienlieferungen ab. George Ivatt, der letzte CME der LMS, ließ die Maschinen u. a. mit Wälzlagern anstelle von Gleitlagern ausstatten. Um ausreichend Platz für einen breiteren Aschkasten und Schüttelrost zu erhalten, wurde der Nachlaufradsatz mit einem Delta-Schleppgestell ausgestattet. Die Überhitzerfläche wurde vergrößert und auch weitere Details bei Kessel und Steuerung verändert. Mit diesen Maßnahmen wurde das Ziel verfolgt, die Intervalle zwischen zwei Hauptuntersuchungen von 70.000 Meilen auf 100.000 Meilen zu vergrößern.

### Vorführfahrt durch die USA

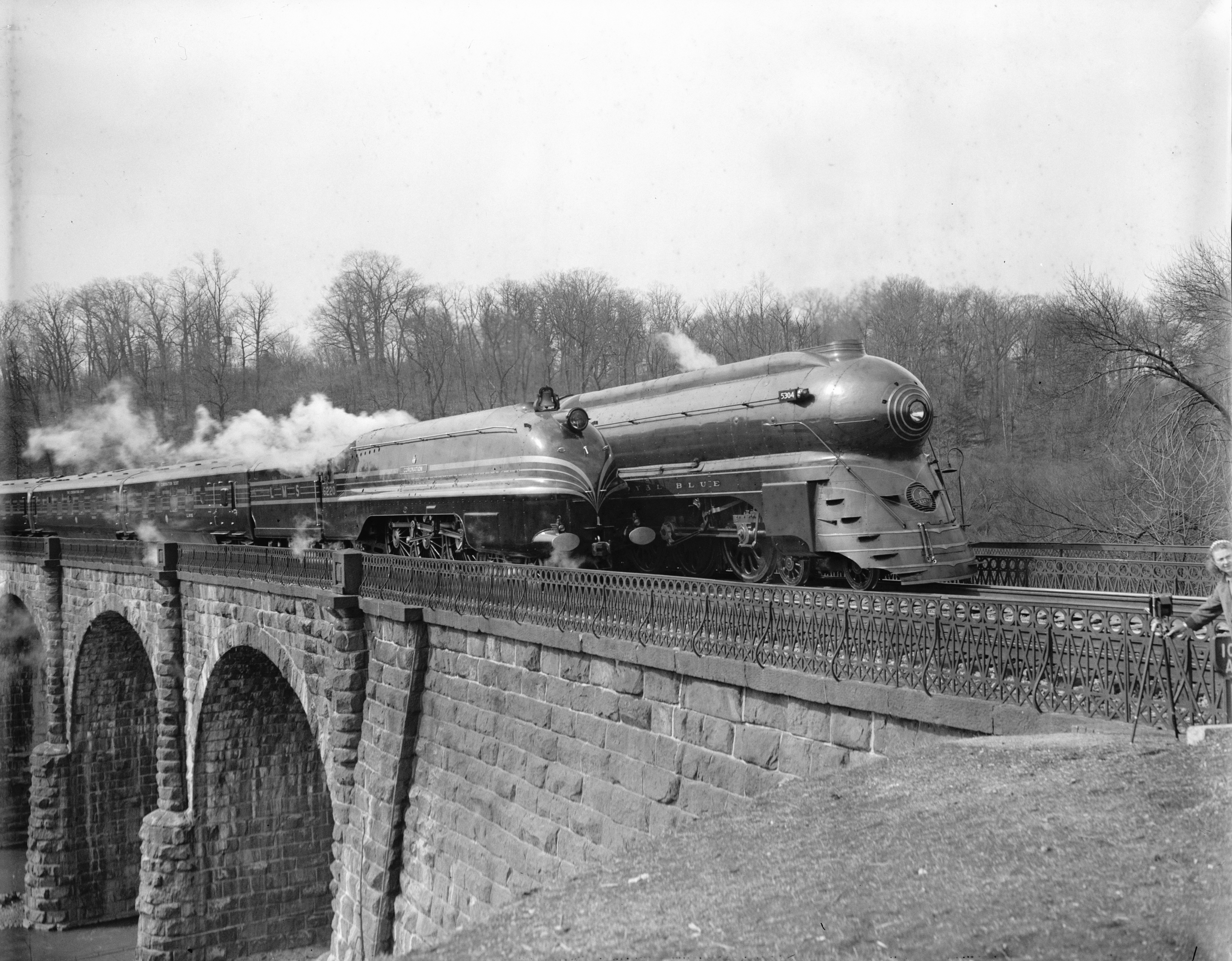
Lokomotive 6229 Duchess of Hamilton mit der Nummer und dem Namen der Lokomotive 6220 Coronation während ihres USA-Aufenthalts im Jahr 1939 neben einer P-7 der Baltimore and Ohio Railroad; gut erkennbar sind das unterschiedliche Lichtraumprofil sowie der Scheinwerfer und das Läutewerk, beides nach US-Normen erforderlich.

Die Erfolge der LMS mit ihren neuen Pacific-Lokomotiven erweckten auch im Ausland Interesse. Anlässlich der Weltausstellung von 1939 (1939 New York World’s Fair) erhielt die LMS den Vorschlag, eine Lokomotive und einen der neuen Wagenzüge des Coronation Scot in New York auszustellen und auf einer Rundfahrt über die Strecken mehrerer Eisenbahngesellschaften vorzuführen.  Am 20. Januar 1939 verließ der norwegische Schwergutfrachter Belpamela mit der Lokomotive 6229 Duchess of Hamilton und der ersten der neu bestellten Zuggarnituren den Hafen Southampton auf dem Weg nach Baltimore. Um den prestigeträchtigen Namen der gesamten Lokomotivklasse präsentieren zu können, tauschte die LMS zuvor Nummern und Namensplaketten der Duchess of Hamilton mit denen der Lokomotive 6220 Coronation.
Nach der Ankunft wurde die Lokomotive in Baltimore in einem Depot der Baltimore and Ohio Railroad für die vorgesehene Rundfahrt hergerichtet. Nötig waren diverse Anpassungen an die abweichenden technischen Parameter des US-amerikanischen Eisenbahnnetzes und die Anforderungen der Interstate Commerce Commission – die Lokomotive erhielt unter anderem als auffällige äußere Anbauten einen großen Scheinwerfer und ein Läutewerk – sowie die Montage von Teilen, die für die Schiffspassage abmontiert worden waren. Am 18. März 1939 fand eine erste Pressefahrt von Baltimore nach Washington, D.C. statt, wo der Zug ausgestellt wurde. Der 286 t wiegende Zug bestand aus 8 Wagen und bot 173 Plätze sowie 12 Betten. Staniers Assistent Robert Riddles und weiteres LMS-Personal führten mit dem Zug anschließend zwischen dem 21. März und dem 14. April von Baltimore aus eine Rundfahrt über die Strecken von acht US-Eisenbahngesellschaften (Baltimore and Ohio Railroad, Pennsylvania Railroad, Louisville and Nashville Railroad, Alton Railroad, Michigan Central Railroad, New York Central Railroad, Boston and Albany Railroad, New York, New Haven and Hartford Railroad) in den Staaten der Ostküste und des Mittleren Westens bis nach New York durch. In insgesamt 37 Städten konnten die Lokomotive und der Zug durch das Publikum besichtigt werden, wovon tausende Besucher Gebrauch machten, trotz jeweils relativ kurzer Aufenthalte von wenigen Stunden bis zu höchstens einem Tag. Selbst in der Kleinstadt Kent im Bundesstaat Ohio, wo der Zug lediglich eine Stunde Aufenthalt hatte, erwarteten ihn rund 3000 Menschen. Während der über 5000 km langen Rundfahrt traten lediglich einmal in St. Louis ernsthafte technische Probleme mit dem Feuerschirm der Feuerbüchse auf, die jedoch mit Unterstützung lokaler Eisenbahner behoben werden konnten. Anschließend wurde der Zug auf der Weltausstellung in New York gezeigt. Der Beginn des Zweiten Weltkriegs verhinderte jedoch zunächst eine Rückkehr von Lokomotive und Zuggarnitur nach Großbritannien. Die Lokomotive kehrte schließlich 1942 zurück, um den kriegsbedingt ständig steigenden Bedarf der LMS an leistungsfähigen Lokomotiven zu decken. Die Zuggarnitur wurde erst 1946 nach Ende des Krieges zurückgebracht, kam aber nicht mehr zum Einsatz.

### Einsatz

#### London, Midland and Scottish Railway
Am 5. Juli 1937 nahm die LMS den Betrieb ihres neuen Spitzenprodukts auf und der Coronation Scot verkehrte erstmals zwischen London Euston und Glasgow Central. Der regulär aus neun passend blau-silber lackierten und mit besonders luxuriöser Inneneinrichtung versehenen Wagen bestehende Zug verkehrte jeweils um 13:30 Uhr ab den Endbahnhöfen und benötigte in beiden Richtungen genau sechs Stunden und 30 Minuten bis zum Ziel. Mit Ausnahme eines nicht im Fahrplan genannten Halts in Carlisle, der lediglich dem Personalwechsel auf der Lokomotive diente, verkehrte der Coronation Scot ohne Zwischenhalt. Mit dieser Reisezeit konnte die LMS für den Coronation Scot einen deutlichen Wettbewerbsvorteil gegenüber dem Flying Scotsman der LNER erzielen, der trotz Non-Stop-Fahrt für die Fahrt zwischen Edinburgh Waverley und London King’s Cross sieben Stunden und 20 Minuten benötigte. Aufgrund des Erfolgs bestellte die LMS drei neue, vollständig klimatisierte Zuggarnituren, nachdem sie zunächst überwiegend auf bereits vorhandene und entsprechend umgebaute Wagen zurückgegriffen hatte, um das Angebot zwischen London und Glasgow weiter auszubauen. Bei der Farbgebung von Lokomotiven und Zug kehrte die LMS wieder zum traditionellen Dunkelrot zurück. Schrittweise übernahmen die neuen Lokomotiven weitere Leistungen vor hochwertigen Expresszügen auf der West Coast Main Line (WCML).
Nach Kriegsbeginn sollten alle 19 zu dieser Zeit vorhandenen Lokomotiven der Coronation Class auf Anordnung der britischen Regierung für die Dauer des Konflikts abgestellt werden, ebenso wie die Stromlinienlokomotiven der LNER. Nach wenigen Wochen erkannte man, dass gerade unter den Bedingungen der Kriegswirtschaft leistungsfähige Lokomotiven für schwere Schnellzüge unverzichtbar waren und die Anordnung wurde aufgehoben. Die Lokomotiven, die fast alle im Londoner Depot Camden stationiert waren, kamen wieder in den Einsatz, wo sie dringend benötigt wurden. Durch den Krieg war die Nachfrage im Reiseverkehr deutlich gestiegen und die Züge zwischen London und Schottland stellten in den nächsten Jahren die Hauptaufgabe der Coronation Class dar. Einzelne Lokomotiven wurden während des Krieges durch Luftangriffe leicht beschädigt, jedoch ohne irreparable Folgen. Mit der Auslieferung weiterer Lokomotiven während und kurz nach dem Krieg kamen Exemplare der Klasse auch in die Depots Crewe North, Glasgow Polmadie und Carlisle Upperby. Kurze Zeit waren Lokomotiven der Klasse auch in Holyhead und Rugby stationiert. Bis zum Übergang an British Railways blieben Stationierung und Einsatzgebiete der Coronation Class weitgehend unverändert. Ab 1946 entfernte die LMS die Stromlinienverkleidung von den damit ausgerüsteten Lokomotiven. Wie die unverkleideten Exemplare bekamen die Lokomotiven stattdessen Windleitbleche.

#### British Railways

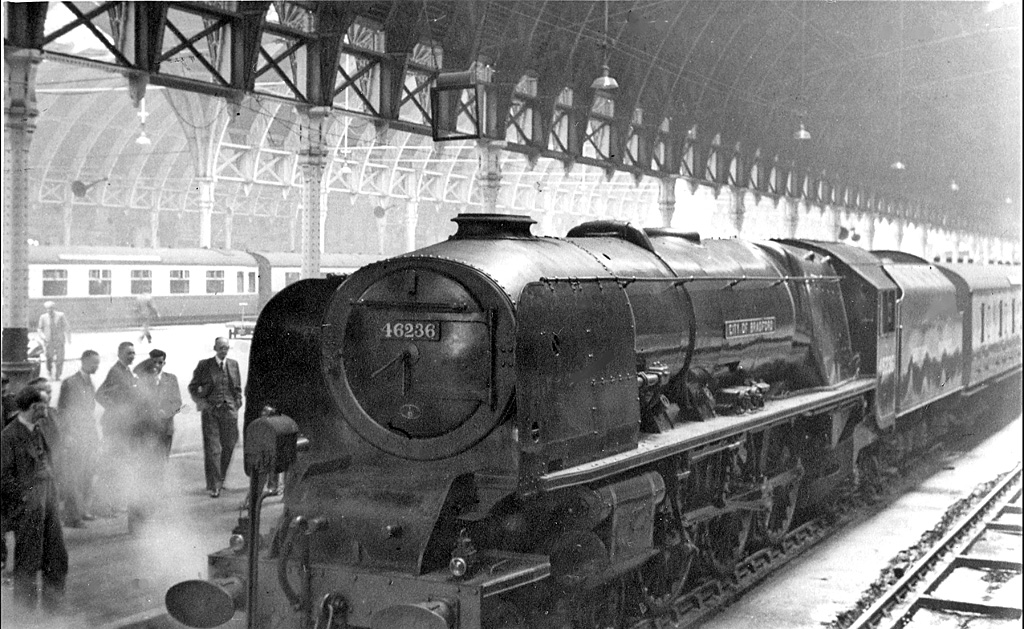
Lokomotive 46236 City of Bradford während der 1948 von British Railways durchgeführten Vergleichsfahrten zwischen Lokomotiven der Vorgängergesellschaften im Bahnhof Paddington in London vor einem Zug in Richtung Westen; gut erkennbar die aufgrund der ursprünglichen Stromlinienverkleidung verwendete, oben abgeflachte Rauchkammer

Die infolge des Transport Act 1947 neugegründeten British Railways (BR) standen vor der schwierigen Aufgabe, die vier Vorgängergesellschaften mit ihren unterschiedlichen Vorschriften, eigenen Lokomotiven und Wagen und nicht zuletzt auch Traditionen schrittweise zusammenzuführen. In der Organisationsstruktur spiegelte sich das durch die Einteilung von BR in Regionen wider, die mit Ausnahme der Scottish Region, in der die schottischen Strecken der LMS und der LNER zusammengeführt wurden, weitgehend den vier bisherigen Gesellschaften entsprachen. Um im Lokomotivpark in Richtung Vereinheitlichung zu kommen, führte BR 1948 mit den Locomotive Exchange Trials umfangreiche Vergleichsfahrten mit den neueren Konstruktionen der Vorgängergesellschaften durch. Für den Bereich der Expresszuglokomotiven zog man die Coronation Class der LMS heran. Ausgewählt wurde die Lokomotive 46236 City of Bradford, die mit einer Lokomotive der ebenfalls aus dem Besitz der LMS stammenden Royal Scot Class (einer deutlich leistungsschwächeren 2’C-Lokomotive) sowie mit Lokomotiven der LNER-Klasse A4, der Merchant Navy Class der Southern Railway (SR) und der King Class der Great Western Railway (GWR) Vergleichsfahrten auf wichtigen Strecken der jeweiligen Regionen durchführte. Obwohl die Lokomotive 46236 mit niedrigem Kohlenverbrauch, guten Leistungsziffern und weiteren Vorteilen gut abschnitt, konnte sie sich nicht signifikant von ihren Konkurrentinnen absetzen, die Vergleichsfahrten ergaben keine eindeutigen Sieger. Letztlich entschied sich BR – abgesehen von einzelnen Ausnahmen einiger bis 1957 weiterbeschaffter älterer Konstruktionen – dafür, statt Weiterbeschaffungen älterer Konstruktionen ein neues Programm für Standardlokomotiven, die sogenannten BR standard classes, aufzulegen.
Gegenüber den Zeiten der LMS änderte sich daher an Stationierung und Einsatzgebiet der nunmehr insgesamt 38 Lokomotiven der Coronation Class wenig. Bereits 1949 verlor das letzte Exemplar der Klasse seine Stromlinienverkleidung. 1955 war als neues Depot lediglich das Depot Edge Hill beim Bahnhof Liverpool Lime Street hinzugekommen, wo die Lokomotiven in den kommenden Jahren aber eher sporadisch beheimatet waren. Sie bespannten weiterhin vor allem die hochwertigen Expresszüge auf der WCML und ihren Zweigstrecken. Zu den von London Euston aus angesteuerten Zielen gehörten neben Glasgow unter anderem auch Perth, Liverpool, Manchester und Holyhead. Züge wie der Royal Scot und der Caledonian zwischen Euston und Glasgow gehörten zu ihren Aufgaben, ebenso auch der Irish Mail über die North Wales Coast Line nach Holyhead oder der Nachtzug Royal Highlander in Richtung Inverness bis Perth. Zeitweise setzte British Railways von Perth aus die mit dem Royal Highlander am Morgen angekommenen Lokomotiven tagsüber für Leistungen nach Aberdeen und Glasgow ein, um zu lange Standzeiten im Umlaufplan zu vermeiden. Der Coronation Scot der Vorkriegszeit wurde jedoch nicht wieder eingeführt. Für den umfangreichen und zunehmenden Verkehr entlang der Westküste besaßen die London Midland Region und die Scottish Region mit den lediglich 38 Exemplaren der Coronation Class und 12 Exemplaren der Princess Royal Class jedoch bald zu wenig leistungsfähige Triebfahrzeuge. Ab 1951 übernahmen daher auch neue Lokomotiven der Standardklasse 7 „Britannia“ Leistungen auf der WCML.
Anfang 1956 wurden zwei Exemplare der Klasse kurzzeitig an die Western Region von BR abgegeben, um dort mit technischen Problemen ausgefallene Lokomotiven der King Class der ehemaligen GWR zu ersetzen. Von Ende Januar bis Mitte Februar übernahmen sie Leistungen im hochwertigen Fernverkehr zwischen London Paddington und Bristol sowie Plymouth. Bis auf diese kurzzeitigen Einsätze blieben die Lokomotiven in Depots entlang der West Coast Main Line, die weiterhin das Haupteinsatzgebiet der gesamten Klasse war.
Im Ende 1954 beschlossenen Modernisierungsplan für British Railways war für die WCML eine zügige Elektrifizierung vorgesehen. Dies ließ sich jedoch nicht so schnell wie erwartet umsetzen – erst 1974 war die gesamte Strecke zwischen London und Glasgow unter Fahrdraht. BR setzte daher kurzfristig auf die Verdieselung und beschaffte, teils ohne ausreichende Erprobung umfangreich neue Serien von Diesellokomotiven unterschiedlicher Bauarten. Als Ersatz für die Dampftraktion vor den Expresszügen der WCML wurden die von English Electric entwickelten schweren dieselelektrischen Lokomotiven des Typs 4, die spätere BR-Klasse 40, vorgesehen. Rechnerisch waren diese schweren Lokomotiven zwar in der Lage, eine Coronation Class zu ersetzen, in der Realität blieben ihre Leistungen jedoch deutlich hinter den Pacifics zurück. Anders als die Eastern Region, die auf eine Beschaffung zugunsten der Nachfolgegeneration deutlich leistungsfähigeren Deltics verzichtete, bestellte die London Midland Region trotz der ernüchternden Ergebnisse von Testfahrten eine größere Serie, um mit ihnen die Dampftraktion schnellstmöglich abschaffen zu können. Die Annahme war, dass man die Diesellokomotiven nur für eine kurze Zeit bis zur vollständigen Elektrifizierung brauche. Dabei wurde in Kauf genommen, dass sich die Reisezeiten gegenüber der Dampftraktion nicht verbesserten und in einzelnen Fällen sogar verschlechterten.
Ab 1959 wurden die neuen Diesellokomotiven ausgeliefert und verdrängten die ehemaligen LMS-Pacifics von den hochwertigen Expresszugleistungen. Sie bespannten ab etwa 1960 lediglich noch nachrangige Leistungen und dienten als Reserve. Da die neuen Diesellokomotiven – außer der English Electric Type 4 auch andere neue Bauarten – bedingt durch die überhastete Beschaffung erhebliche Kinderkrankheiten und technische Mängel aufwiesen, waren die Coronations dennoch zunächst noch erheblich gefordert und mussten immer wieder für ausgefallene Diesellokomotiven einspringen. Sie wurden nun gelegentlich auch im Güterverkehr eingesetzt, bspw. vor Schnellgüterzügen mit Fisch aus schottischen Häfen. Mit der allmählich doch steigenden Zuverlässigkeit der Diesellokomotiven konnte die London Midland Region jedoch beginnend ab 1962 auf ihre Pacifics verzichten. Die etwas weniger leistungsfähigen Lokomotiven der Princess Royal Class waren bereits Ende 1962 vollständig aus dem Dienst geschieden. Im Dezember dieses Jahres wurden auch die ersten drei Exemplare der Coronation Class ausgemustert. Im Laufe des Jahres 1963 wurden weitere 13 Maschinen abgestellt. Der reguläre Einsatz nach London Euston endete am 28. Dezember 1963, danach waren die Maschinen nur noch nördlich von Crewe im Einsatz. Anfang 1964 waren noch 22 Maschinen im Bestand, die bis September dieses Jahres abgestellt wurden. Als letzte Maschine der Klasse bespannte die Lokomotive 46256 Sir William A. Stanier F.R.S. am 26. September 1964 einen Sonderzug für Eisenbahnenthusiasten von Crewe nach Carlisle und zurück und wurde mit den übrigen 16 noch vorhandenen Lokomotiven im Oktober formell ausgemustert. Kurzzeitig war von BR überlegt worden, einen Teil der Lokomotiven auf der Hauptstrecke der Southern Region zwischen London Waterloo und Bournemouth einzusetzen, diese Planung scheiterte jedoch aufgrund des abweichenden Lichtraumprofils.

## Technische Merkmale

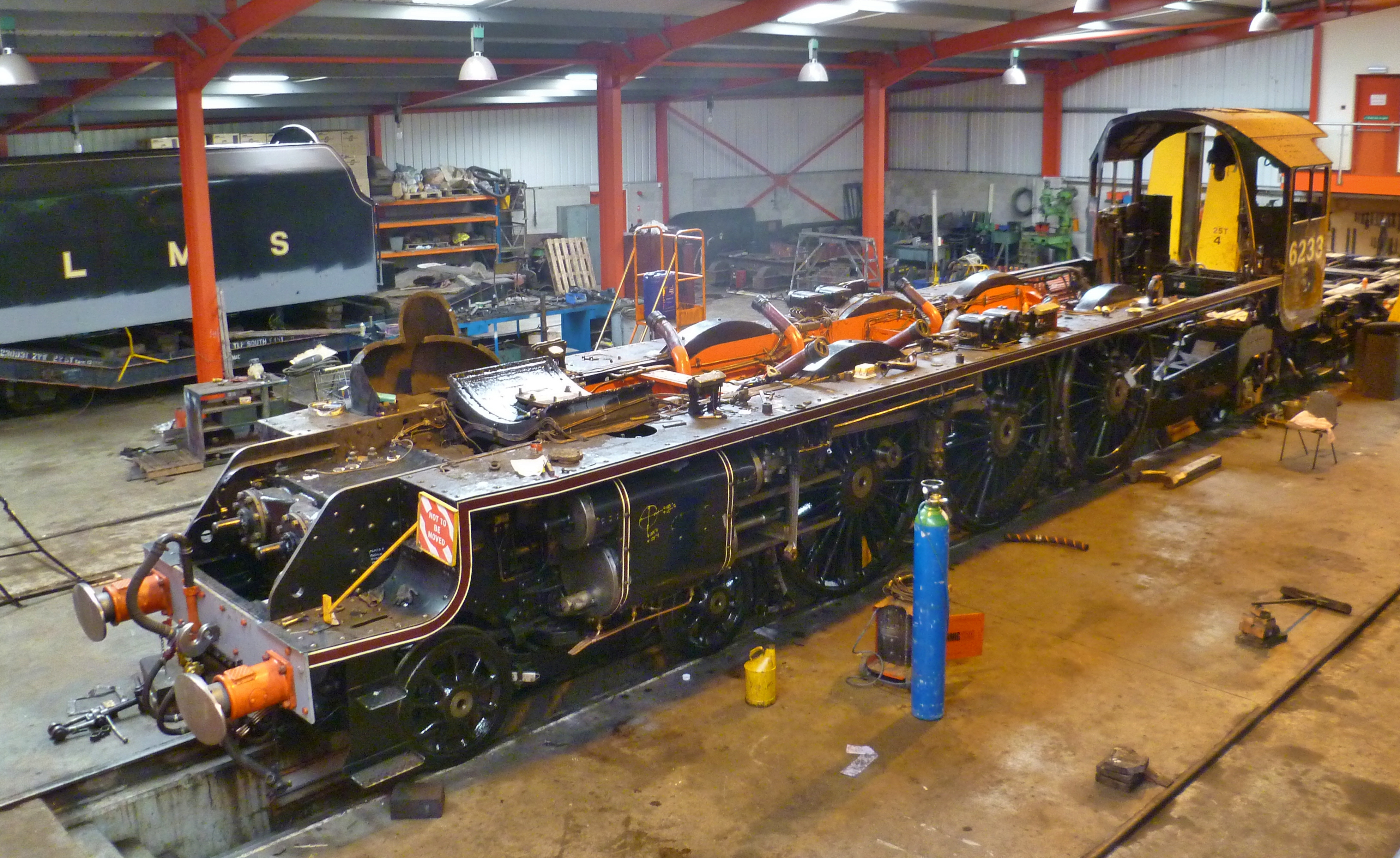
Rahmen und Fahrwerk der Lokomotive 46233 Duchess of Sutherland während einer Hauptuntersuchung im Jahr 2011; gut erkennbar die gegenüber den Außenzylindern nach vorne versetzten Innenzylinder

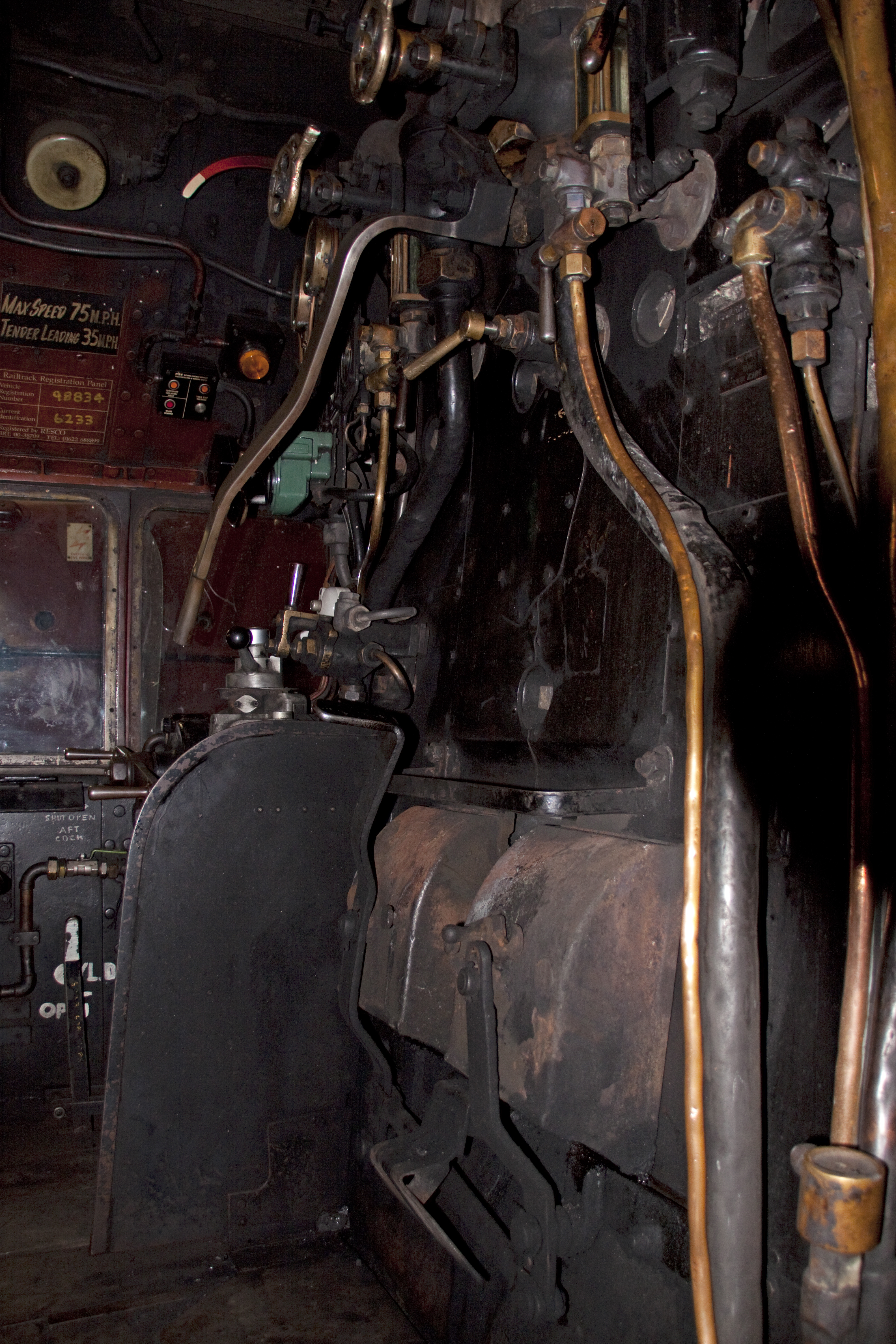
Führerstand der Lokomotive 46233 Duchess of Sutherland

Wie ihre Vorgängerinnen der Princess Royal Class waren die Maschinen der Coronation Class Vierzylinderlokomotiven mit einfacher Dampfdehnung. In vielen grundlegenden Bauteilen und Konstruktionsmerkmalen bauten sie auch auf der Vorgängerklasse auf. Vor allem aufgrund des größeren Kessels und der etwas größeren Zylinder waren sie jedoch deutlich leistungsfähiger.

### Rahmen
Der Rahmen der Coronation Class war als Blechrahmen ausgeführt. Er bestand aus Stahlplatten, im Vergleich mit der Princess Royal Class wurden sie aus Gründen der Gewichtsersparnis mit 11/8 in (ca. 2,86 cm) etwas dünner ausgeführt. Beide Rahmenwangen waren 4 ft 1/2 in (ca. 1,22 m) weit auseinander montiert. Analog zu der Vorgängerklasse war der Rahmen am hinteren Ende mit separaten Platten erweitert und in einen Innen- und Außenrahmen aufgesplittet, um eine ausreichende Abstützung der Feuerbüchse zu gewährleisten, wobei die äußeren Rahmenplatten einen Knick nach oben aufwiesen, damit das Nachlaufgestell ausreichend Bewegungsspielraum bekam. Die Rahmenwangen wurden von der vorderen Pufferbohle und dem Schieberkasten, den Innenzylindern, dem Drehgestellträger, dem Rauchkammersattel, einer horizontalen Platte neben dem Sattel, einer vertikalen Trägerplatte zwischen dem vorderen Kuppelradsatz und dem Treibradsatz, einer weiteren zwischen den hinteren Kuppelrädern und einem Querträger am Beginn des aufgeteilten Rahmens abgestützt. Am Querträger im Bereich der Aufteilung war auch das nachlaufende Bisselgestell aufgehängt. Die Kesselauflagen waren oberhalb des Innenzylinders und des hintersten Querträgers. Auch die Rahmenerweiterung besaß entsprechende Querträger. Verwendet wurde hochwertiger Chrom-Mangan-Stahl, der auch hinsichtlich seiner Eignung fürs Schweißen ausgewählt wurde. Die beiden letzten Maschinen erforderten Anpassungen am Rahmen, um das statt des Bisselgestells als Nachlaufradsatz verwendete Delta-Schleppgestell mit seinem Außenrahmen unterbringen zu können. Statt der aufgesplitteten inneren und äußeren Rahmenplatten wurde mittig ein 2 in (ca. 5 cm) dicker Barrenrahmen angenietet, der die hintere Pufferbohle stützte.

### Antrieb und Steuerung
Auch der Antrieb wurde weitgehend von der Princess Royal Class übernommen. Der Kolbenhub der vier Zylinder, die alle mit Frischdampf versorgt wurden – Verbundtriebwerke konnten sich mit wenigen Ausnahmen im britischen Eisenbahnwesen nicht durchsetzen – blieb gleich, allerdings wurde der Durchmesser der Zylinder etwas vergrößert. Außerdem wurden die Ein- und Ausströmrohre zu und von den Zylindern neu und strömungsgünstiger entworfen. Die LMS-Konstrukteure griffen dabei auf Ergebnisse der Arbeit von André Chapelon an französischen Schnellzuglokomotiven zurück. Die Außenzylinder wurden gegenüber den Princess Royals, wo sie in Höhe des hinteren Drehgestellradsatzes lagen, etwas nach vorne versetzt, jedoch nicht bis ganz in die Drehgestellmitte. Außen- wie Innenzylinder waren 1 zu 50 geneigt, alle vier Zylinder trieben den mittleren, gekröpften Kuppelradsatz an. Die Zylinderblöcke bestanden aus Gusseisen, ab 1952 wurden sie bei Erneuerungen durch solche aus Gussstahl ersetzt. Die Kolbenschieber entsprachen dem üblichen LMS-Standard, erhielten jedoch einen etwas größeren Durchmesser. Treib- und Kuppelstangen fielen in ihren Maßen etwas größer als bei der Princess Royal Class aus, durch die Verwendung hochlegierten Nickelstahls waren sie dennoch etwas leichter.
Die verwendete Walschaerts-Steuerung entsprach grundsätzlich der bereits bei der Vorgängerklasse verwendeten Steuerung, ihre Bauteile wie etwa Kreuzkopf und Schwinge waren ebenfalls identisch. Jedoch hatte nicht mehr jeder Zylinder eine separate Steuerung, die Innenzylinder wurden jetzt durch Hebel von der Steuerung der Außenzylinder angesteuert. Damit war es möglich, die Außenzylinder zwischen den Achsen des Vorlaufgestells zu positionieren und nicht wie bei den Princess Royals vor dessen zweiter Achse. Die versetzten Positionen sorgten zudem für größere Stabilität des Zylinderblocks und die kombinierte Steuerung reduzierte den Aufwand für Wartung und Pflege. Bei den beiden letzten Maschinen wurde die Position der Steuerung im Führerhaus verändert und auf der linken Seite links vom Platz des Lokomotivführers untergebracht, nicht wie bislang direkt vor ihm. Äußerlich war dies an der aus dem Führerhaus kommenden und links seitlich des Stehkessels diagonal zum Umlauf und dann zur Schieberschubstange verlaufenden Steuerschraube erkennbar.

### Kessel
Der aus Nickelstahl bestehende und mit einem Dampfdom ausgestattete konische Kessel der Coronation Class reizte das verfügbare Lichtraumprofil der LMS maximal aus. Anders als bei der Princess Royal Class, die einen nur teilweise konischen Kessel besaß, waren beide Kesselschüsse zwischen Rauchkammer und Stehkessel konisch. Im Bereich der Rauchkammer besaß er den gleichen Durchmesser wie der Kessel der Princess Royal Class, im Bereich der Feuerbüchsrohrwand besaß er einen um 21/2 in (6,4 cm) größeren Durchmesser. Bei den Lokomotiven mit Stromlinienverkleidung musste die Rauchkammer oben etwas abgeflacht werden, nach Entfernung der Verkleidungen waren diese Maschinen daran eine Weile zu erkennen. Bei späteren Werkstattaufenthalten erhielten letztlich alle Maschinen normale Rauchkammern. Der Überhitzer war in der Rauchkammer untergebracht und besaß 40 Dreifach-Elemente. Der Überhitzer der beiden letzten Maschinen erhielt vergrößerte Elemente, die dessen Gesamtfläche auf bis dahin im britischen Lokomotivbau unerreichte 979 sq ft (90,9 m²) erhöhte. Die aus Kupfer bestehende Feuerbüchse im Belpaire-Stehkessel wies ebenfalls größere Ausmaße auf, sowohl bei der Rostgröße als auch der Strahlungsheizfläche, sie besaß zudem eine Verbrennungskammer. Der Rost war dreigeteilt und teilweise als Kipprost ausgeführt, bei Umbauten nach dem Krieg wurde er vollständig als Kipprost ausgeführt. Auch der Aschkasten war aufgeteilt, um die Asche links und rechts des Nachlaufradsatzes entleeren zu können. Die Kesselspeisung erfolgte durch zwei Injektoren beidseits unterhalb des Führerstands, von denen der auf der rechten Seite mit Abdampf und der auf der linken Seite mit Frischdampf betrieben wurde. Auf dem Stehkessel waren vier Sicherheitsventile und die Lokomotivpfeife montiert.
Die bei den ersten Lokomotiven ursprünglich verwendeten einfachen Schornsteine wurden nach den erfolgreichen Messfahrten der 6234 Duchess of Abercorn durch Doppelschornsteine ersetzt, spätere Lieferungen waren von Beginn an damit ausgestattet. Die durch diese Bauart vergrößerte Oberfläche des Blasrohrs sorgte für einen verbesserten Luftzug und damit eine bessere Sauerstoffversorgung der Feuerbüchse. Kurzzeitig wurde eine Kylchap-Saugzuganlage in der Lokomotive 6245 City of London erprobt. Bei den beiden letzten Maschinen wurde durch die Ausstattung mit selbstreinigender Rauchkammer und selbstleerendem Aschkasten die Wartungsfreundlichkeit der Lokomotiven verbessert.

### Laufwerk
Das Laufwerk der Coronation Class wurde weitgehend von der Princess Royal Class übernommen. Sowohl das vorlaufende Drehgestell wie auch der mit Ausnahme der beiden letzten Maschinen als Bisselgestell ausgeführte Nachlaufradsatz waren mit der Vorgängerklasse identisch. Lediglich der Durchmesser der Kuppelräder wurde um 3 in auf 6 ft 9 in (2057 mm) vergrößert. Alle Kuppelräder wurden einseitig vorne abgebremst. Zur Gewichtsersparnis erhielten die Kuppelradsätze Hohlachsen. Lokomotive wie Tender besaßen Dampfbremsen, der Bremszylinder saß unterhalb des Kessels oberhalb des hinteren Kuppelradsatzes. Die Kuppelradsätze und alle Tenderradsätze wurden einseitig abgebremst. Sandfallrohre wurden vor dem ersten Kuppelradsatz sowie beidseits des Treibradsatzes vorgesehen. Für jedes Rohr wurden separate Sandkästen innerhalb des Rahmens platziert, die vom Umlauf her zugänglich waren. Während die Radsätze der Serienlieferungen noch mit Gleitlagern ausgestattet waren, die denen entsprachen, die Stanier nach dem Muster der GWR bei der Princess Royal Class eingeführt hatte, erhielten die beiden letzten Maschinen Wälzlager des US-amerikanischen Herstellers Timken. Die verwendeten Blattfedern bestanden aus Silizium-Mangan-Stahlblechen nach LMS-Standard, sie wurden an den Achslagern befestigt und von Federstützen getragen.
Die beiden letzten Maschinen erhielten für den Nachlaufradsatz anstelle des Bisselgestells ein Delta-Schleppgestell. Erforderlich wurde diese Änderung aufgrund des nach dem Vorbild der während des Krieges in Großbritannien eingesetzten amerikanischen USATC-Klasse S 160 neugestalteten Aschkastens, der nicht zum bisherigen Nachlaufgestell kompatibel war. Das neue Schleppgestell lief allerdings zunächst nicht wie vorgesehen und erforderte erhebliche Nacharbeiten.

### Stromlinienverkleidung
Die Stromlinienverkleidung wurde von Thomas F. Coleman, dem Chefzeichner des LMS-Konstruktionsbüros, entwickelt. Die Detailgestaltung erfolgte anhand von Holzmodellen im Windkanal der Forschungsabteilung der LMS in Derby. Die einzelnen Platten der Verkleidung wurden auf einem 1:1-Holzmodell geformt und dann auf einem leichten Rahmen rund um den Kessel montiert. Im Vergleich mit der allgemein als sehr elegant aussehend eingeschätzten A4 der LNER kritisierten viele Beobachter die Verkleidung der Coronation Class als wenig ästhetisch und bauchig. Die Messungen zeigten zwar, dass die Verkleidung der Coronations etwas wirksamer als die der A4 waren, jedoch gab es mehr Sichtbehinderungen durch verwirbelten Rauch und Dampf. Die Front der Stromlinienverkleidung ließ sich beidseitig aufklappen, um den Zugang zur Rauchkammer und der Steuerung der Innenzylinder zu ermöglichen.
Bald nach Kriegsende beschloss die LMS, die Stromlinienverkleidungen abzubauen, da sie nur in höheren Geschwindigkeitsbereichen leichte Vorteile beim Kohlenverbrauch bewirkten. Mit Ausnahme der vorne oben abgeflachten Rauchkammer und des im Frontbereich unterbrochenen Umlaufs unterschieden sich die „entstromten“ Lokomotiven nicht nennenswert von denjenigen, die ohne Stromlinienverkleidung gefertigt wurden. Im April 1946 verlor als erste die heutige Museumslokomotive 46235 City of Birmingham ihre Verkleidung. Mit Beginn der Ära von British Railways existierten zu Jahresbeginn 1948 noch drei verkleidete Lokomotiven. Jedoch erst im Mai 1949 verlor mit der Lokomotive 46243 City of Lancaster das letzte Exemplar der Klasse die Verkleidung, sie war auch die einzige, die noch mit BR-Nummer und Beschriftung als Stromlinienlokomotive eingesetzt worden war. Alle unverkleideten Lokomotiven erhielten beginnend ab 1945 leicht schräg montierte große Windleitbleche, um die Sichtbehinderungen des Personals durch verwirbelten Rauch und Dampf zu reduzieren.

### Tender
Stanier hatte bald nach seinem Amtsantritt bei der LMS eine neue Tendergeneration entwickeln und einführen lassen. Sie umfasste mehrere Bauarten, die sich vor allem im Wasser- und Kohlenvorrat unterschieden, und die bei fast allen seinen Konstruktionen Anwendung fanden, auch der Coronation Class. Anders als die Lokomotiven der Princess Royal Class, die während ihrer Laufbahn mit verschiedenen Tenderbauarten mit unterschiedlichen Vorräten ausgestattet wurden, erhielt die Coronation Class einheitlich dreiachsige Tender mit 10 Tonnen Kohlenvorrat und 4000 Gallonen (ca. 18.184 Liter) in geschweißter Bauform, die sie abgesehen von einigen Austauschen untereinander bis zur Ausmusterung behielten. Sie unterschieden sich jedoch äußerlich, abhängig davon, ob sie vor Lokomotiven mit oder ohne Stromlinienverkleidung vorgesehen waren. Bei ersteren wurden die Seitenwände nach hinten bis zur Höhe der Puffer verlängert, um den Zwischenraum zum Wagenzug zu minimieren. In der üblichen LMS-Bauform wurden die drei Radsätze in einem Außenrahmen gelagert. Versuchsweise bekamen die Radsätze der ersten beiden Tender Wälzlager, bei den weiteren Tendern mit Ausnahme der letzten beiden fanden jedoch wieder Gleitlager Anwendung. Zu den technischen Einrichtungen gehörte ein Schöpfrüssel zur Wasseraufnahme während der Fahrt aus den bei der LMS üblichen Wassertrögen zwischen den Gleisen. Dank der insgesamt elf Wassertröge zwischen Euston und Glasgow konnte so der Wasservorrat zugunsten des Kohlevorrats relativ klein gehalten werden. Als Besonderheit erhielten die Coronation-Tender eine dampfgetriebene Kohlenschubeinrichtung. Diese war im Hinblick auf die Non-Stop-Fahrten zwischen London und Carlisle eine erhebliche Erleichterung für die Heizer. Im Unterschied zur LNER verzichtete die LMS auf die Ausrüstung der Lokomotiven mit Korridortendern, für den erforderlichen Personalwechsel des Coronation Scot wurde ein Betriebshalt in Carlisle Kingmoor eingeplant.

## Namensgebung
In der Literatur ist keine einheitliche Namensgebung der gesamten Klasse zu finden, zumal die LMS anders als bspw. die LNER keine einheitlichen Klassenbezeichnungen kannte. Meistens wird sie als Coronation Class bezeichnet, es finden sich aber auch die Bezeichnungen Princess Coronation Class, Coronation Scot Class, Duchess Class und City Class. Zu dieser Konfusion trug bei, dass mehrere Gruppen von Namensgebern vorhanden waren:
- Der Prototyp der Reihe, die Lokomotive 6220, erhielt zur Feier der in ihrem Baujahr erfolgten Krönung von König Georg VI. den Namen Coronation.
- Die nächsten vier Maschinen wurden in Fortsetzung der Namen der Princess Royal Class nach weiblichen Angehörigen des britischen Königshauses benannt.
- Die Titel britischer Herzoginnen (Duchesses) dienten als Namen der nächsten zehn Lokomotiven. Da darunter auch die erste Serie unverkleideter Lokomotiven war, wurde bei den Klassenbezeichnungen zunächst auch zwischen der stromlinienförmigen Coronation Class und der nicht stromlinienförmigen Duchess Class unterschieden.[29]
- Alle übrigen Maschinen erhielten bei ihrer Auslieferung mit einer Ausnahme – der nach ihrem Konstrukteur benannten Lokomotive 6256 Sir William A. Stanier F.R.S. – Namen von Städten im Einzugsbereich der LMS, beginnend mit Lokomotive 6235 City of Birmingham. Zu Ehren des Königs wurde die Lokomotive 6244 City of Leeds 1941 in King George VI umbenannt, die Stadt Leeds bekam zwei Jahre später wieder eine nach ihr benannte Maschine, die Lokomotive 6248.

Für die nach Städten benannten Lokomotiven fanden meist in den jeweiligen Patenstädten Feiern zur Namensgebung statt, bei denen die Namensplakette an der jeweiligen Lokomotive enthüllt wurde. Die Namensgebung nach Mitgliedern des Königshauses erforderte jeweils die Zustimmung des Königs.
Das Lokomotivpersonal der LMS bezeichnete die Lokomotiven jedoch als „Big Lizzies“, orientiert am Spitznamen „Lizzies“ für die Vorgängerlokomotiven der Princess Royal Class, der nach der zweiten Maschine der Klasse entstanden war. Diese hatte nach der späteren Königin Elisabeth II. den Namen Princess Elizabeth erhalten.

## Farbgebung
Von Beginn an wurden die Maschinen in mehreren Farbgebungen bei der LMS zum Einsatz gebracht. Bedingt durch die Kriegszeiten und die Verstaatlichung kamen während der gesamten Einsatzdauer weitere Lackierungen zur Anwendung, so dass die Coronation Class zu den britischen Lokomotivklassen gehört, die mit den meisten unterschiedlichen Farbgebungen in Betrieb standen. Dazu trug auch bei, dass British Railways nach 1948 mehrfach mit den Farbgebungen für Wagen und Lokomotiven experimentierte und die einzelnen Regionen zeitweise relativ große Freiheiten bei der Farbwahl bekamen. Insgesamt wurden unter Berücksichtigung der unterschiedlichen Versionen der Zierlinien elf verschiedene Farbvarianten für die Coronation Class verwendet.
- Caledonian Blue: Die ersten fünf Lokomotiven erhielten passend zum Wagenmaterial des Coronation Scot eine blaue Farbgebung in den Farben der Caledonian Railway mit silbernen Längsstreifen, angelehnt an die Farben des Saltire, der schottischen Flagge.
- LMS Crimson Lake: Die LMS hatte die dunkelrote Farbgebung für Expresszuglokomotiven und Personenwagen von ihrer Vorgängergesellschaft Midland Railway übernommen. Für die zweite Serienlieferung der Stromlinienlokomotiven kam diese Farbgebung zur Anwendung, ergänzt um goldgelbe Längsstreifen. Die ab 1938 gebauten Exemplare ohne Stromlinienverkleidung wurden ebenfalls in Dunkelrot (jedoch ohne goldgelbe Längsstreifen) lackiert. Lediglich die Rauchkammer und die Windleitbleche wurden schwarz lackiert – dies wurde auch bei allen nachfolgenden Farbgebungen der unverkleideten Lokomotiven beibehalten.
- LMS Wartime Black: Ab 1943 versah die LMS als kriegsbedingte Einsparung ihre Lokomotiven einheitlich mit einer schwarzen Lackierung ohne Zierlinien. Nicht nur die in dieser Zeit ausgelieferten Exemplare der Coronation Class erhielten diese Farbe, auch fast alle bereits vorhandenen Lokomotiven wurden bis 1946 umlackiert. Nach Kriegsende kehrte die LMS nicht zu ihrer Vorkriegsfarbgebung zurück, sie ergänzte die schwarze Farbgebung jedoch um gelb-dunkelrote Zierlinien.
- Experimental Grey: Eine Maschine, die Lokomotive 6234 Duchess of Abercorn wurde 1946 versuchsweise mit einer grauen Farbgebung versehen, die sie bis 1948 behielt.
- BR lined Black: Zunächst wurde von British Railways eine einheitliche schwarze Farbgebung für Lokomotiven gewählt, versehen mit rot-weißen Zierlinien. Einige Lokomotiven der „Coronation Class“ erhielten diese Farbgebung in den Jahren bis 1950.
- Experimental Blue: Die Scottish region von British Railways wählte 1948 statt der eigentlich vorgesehenen schwarzen Farbgebung eine eigenständige blaue Farbgebung für die in Schottland stationierten Lokomotiven der Coronation Class, angelehnt an das traditionelle Caledonian Blue. 1949 setzte British Railways jedoch das Ende dieser Lackierung durch.
- Standard Express Blue: 1949 führte BR eine neue Farbgebung für die wichtigsten Expresszuglokomotiven ein, ein kräftiges dunkles Blau. Bis 1951 erhielten 27 der 38 Lokomotiven diese Farbgebung, die allerdings nur kurze Zeit verwendet wurde.[4]
- BR Brunswick Green: Bereits Ende 1951 wechselte British Railways erneut ihr Farbkonzept. Neue Standardfarbe für Express- und Personenzuglokomotiven wurde nunmehr ein dunkles Grün. Bis Mitte 1955 verloren alle blauen Lokomotiven diese Farbe wieder und alle 38 Lokomotiven trugen seitdem die dunkelgrüne Farbgebung.[4]
- BR Maroon: Ende der 1950er Jahre versuchte BR, durch Rückgriff auf die Traditionen der vier Vorgängergesellschaften vermehrt Akzeptanz bei Beschäftigten und Fahrgästen zu erzielen. Der London Midland Region wurde daher gestattet, die Expresslokomotiven im traditionellen Dunkelrot der LMS zu lackieren. Ab Ende 1957 erhielten daher 16 in der Region stationierte Maschinen wieder ihre ursprüngliche, nun allerdings als Maroon bezeichnete Farbgebung, wobei die Zierlinien in zwei Varianten zunächst nach dem Muster der in Brunswick Green lackierten BR-Maschinen und später nach dem Muster der LMS gestaltet wurden. Bis zur Ausmusterung blieb diese Farbgebung der damit versehenen 16 Maschinen unverändert, während die außerhalb der London Midland Region stationierten Lokomotiven bis zum Schluss das BR-Grün aufwiesen.[4][42]

## Unfälle

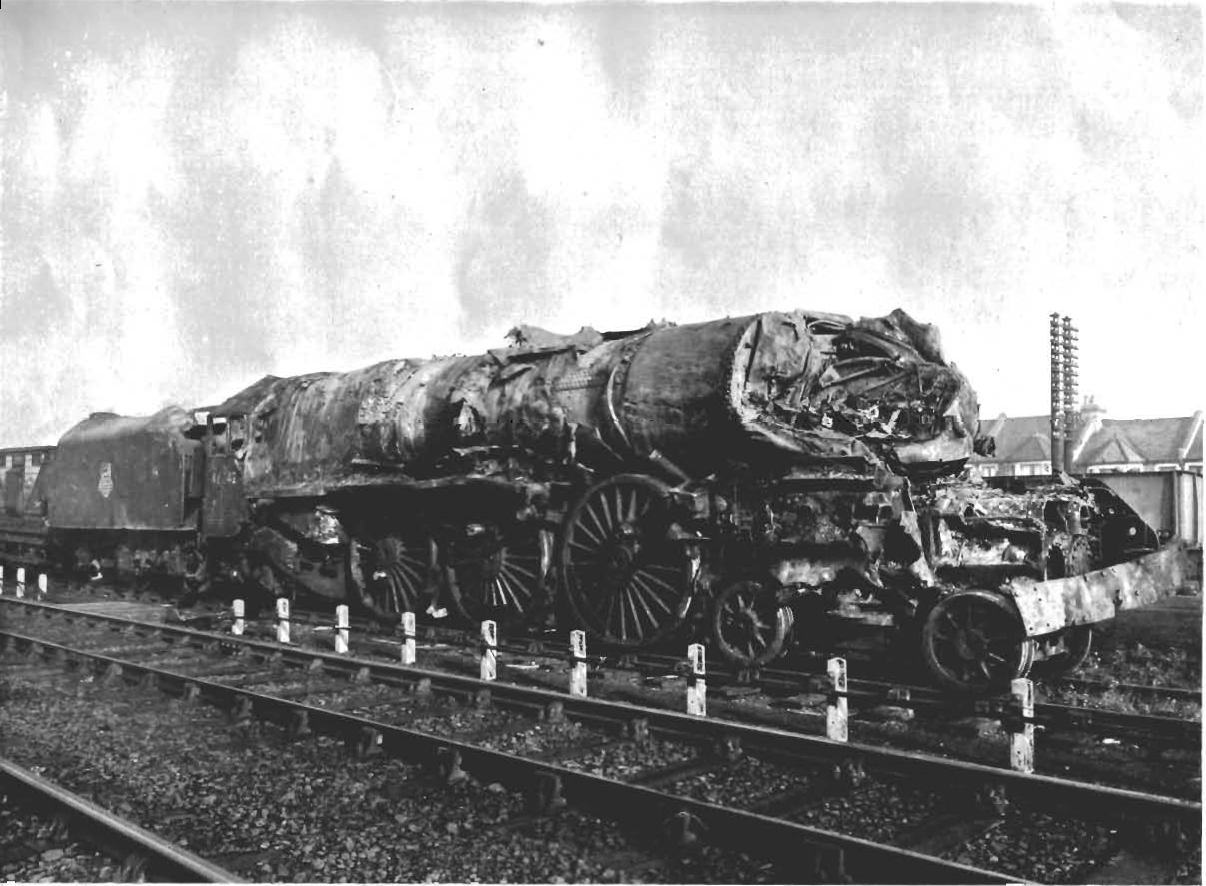
Lokomotive 46242 City of Glasgow nach dem Eisenbahnunfall im Bahnhof von Harrow and Wealdstone. Die Maschine wurde trotz der erheblichen Schäden repariert und stand noch bis 1963 im Dienst.

Im Laufe der sich über mehr als 25 Jahre erstreckenden Dienstzeit der gesamten Klasse waren mehrere der Lokomotiven in teils schwere Unfälle verwickelt. Jedoch musste keine Maschine aufgrund schwerer Unfallschäden vorzeitig ausgemustert werden.
- Am 10. September 1940 explodierte bald nach der Abfahrt aus Glasgow der Kessel der Lokomotive 6224 Princess Alexandra, nachdem aufgrund von Fehlern des mit der Handhabung der Maschine nicht ausreichend vertrauten und unerfahrenen Personals die Feuerbüchsdecke auf einer Steigung der WCML vor Carstairs nicht mehr von Wasser bedeckt war. Der Heizer erlitt tödliche Verbrühungen. Ein zweiter Kesselzerknall ereignete sich auf der gleichen Strecke mit der gleichen Lokomotive ca. 20 Kilometer südlich von Carstairs bei Lamington acht Jahre später am 5. März 1948, diesmal kam der Lokomotivführer ums Leben.[43]
- Am 1. Mai 1944 entgleiste Lokomotive 6225 Duchess of Gloucester vor einem Nachtzug für Militärangehörige bei Mossband, nördlich von Carlisle, aufgrund kriegsbedingt schlechten Gleiszustands. Drei Reisende kamen dabei ums Leben.[44]
- Am 21. Juli 1945 fuhr Lokomotive 6231 Duchess of Atholl im Bahnhof von Ecclefechan mit einem Expresszug von Glasgow nach London auf einen dort rangierenden Güterzug. Das Lokomotivpersonal kam dabei ums Leben. Der Expresszug hatte aus ungeklärter Ursache ein haltzeigendes Signal überfahren.[44]
- Am 21. Juli 1947 entgleiste die Lokomotive 6244 King George VI in der Nähe des Bahnhofs von Polesworth vor einem mit über 800 Fahrgästen vollbesetzten Expresszug auf der Fahrt von London Euston nach Liverpool und kippte auf die rechte Seite. Die Ursache war schlechter Gleiszustand aufgrund kriegsbedingter Unterhaltungsrückstände. Der entgleiste Zug blockierte alle Gleise der in diesem Bereich viergleisigen West Coast Main Line, sich nähernde Züge auf den anderen Gleisen konnten noch rechtzeitig gestoppt werden. Die ersten beiden Wagen hinter der Lokomotive entgleisten ebenfalls und kippten auf die Seite, die nächsten sechs Wagen wurden erheblich beschädigt. Der Unfall forderte fünf Menschenleben und 64 zum Teil schwer Verletzte.[4]
- Am 17. April 1948 fuhr die Lokomotive 46251 City of Nottingham mit einem Postzug im Bahnhof von Winsford auf einen stehenden Expresszug auf, der aufgrund einer gezogenen Notbremse zum Stehen gekommen war. Aufgrund eines Irrtums des zuständigen Stellwerkmitarbeiters war der vom Expresszug belegte Streckenabschnitt für den Postzug freigegeben worden. In den letzten Wagen des Expresszuges starben 24 Menschen, 32 weitere wurden verletzt. Es war der erste größere Unfall für British Railways.[4]

- Am 8. Oktober 1952 war die Lokomotive 46242 City of Glasgow in den bislang schwersten Unfall im britischen Eisenbahnnetz in Friedenszeiten verwickelt. Mit einem Nachtschnellzug von Perth nach London Euston fuhr sie im Bahnhof Harrow & Wealdstone im Norden von London auf einen dort haltenden, mit über 800 Fahrgästen vollbesetzten Lokalzug auf. Das Personal des Nachtzugs hatte aus ungeklärter Ursache die Halt zeigenden Signale missachtet. Wenige Sekunden nach dem Zusammenstoß fuhr aus der Gegenrichtung ein von Euston nach Liverpool verkehrender Expresszug in die über mehrere Gleise verteilten Trümmer der ersten Kollision. Insgesamt kamen bei dem Unfall 122 Menschen ums Leben, darunter auch das Personal der City of Glasgow. Weitere 340 Menschen wurden teils schwer verletzt.[4]

## Verbleib

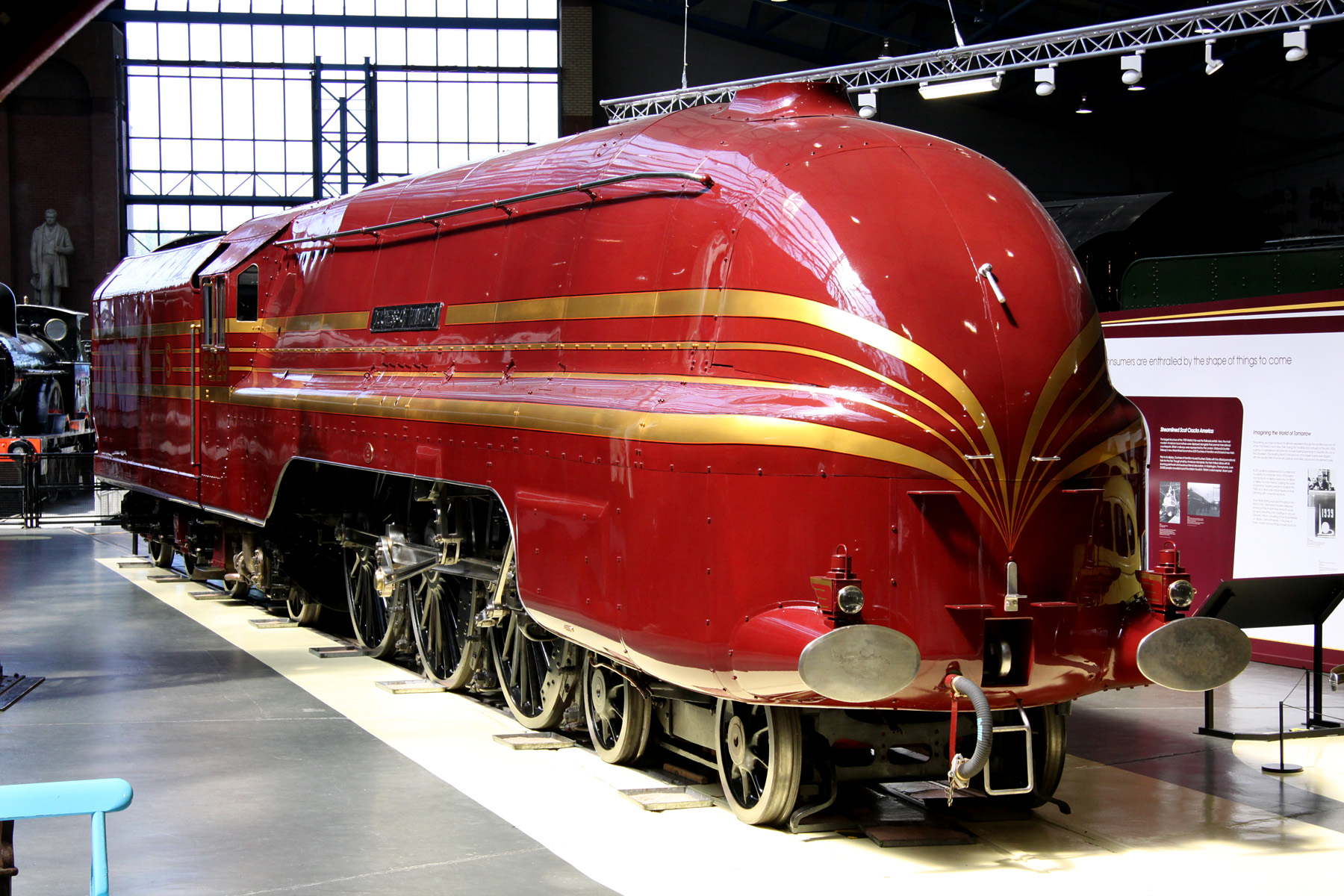
Lokomotive 6229 Duchess of Hamilton mit Stromlinienverkleidung im NRM in York

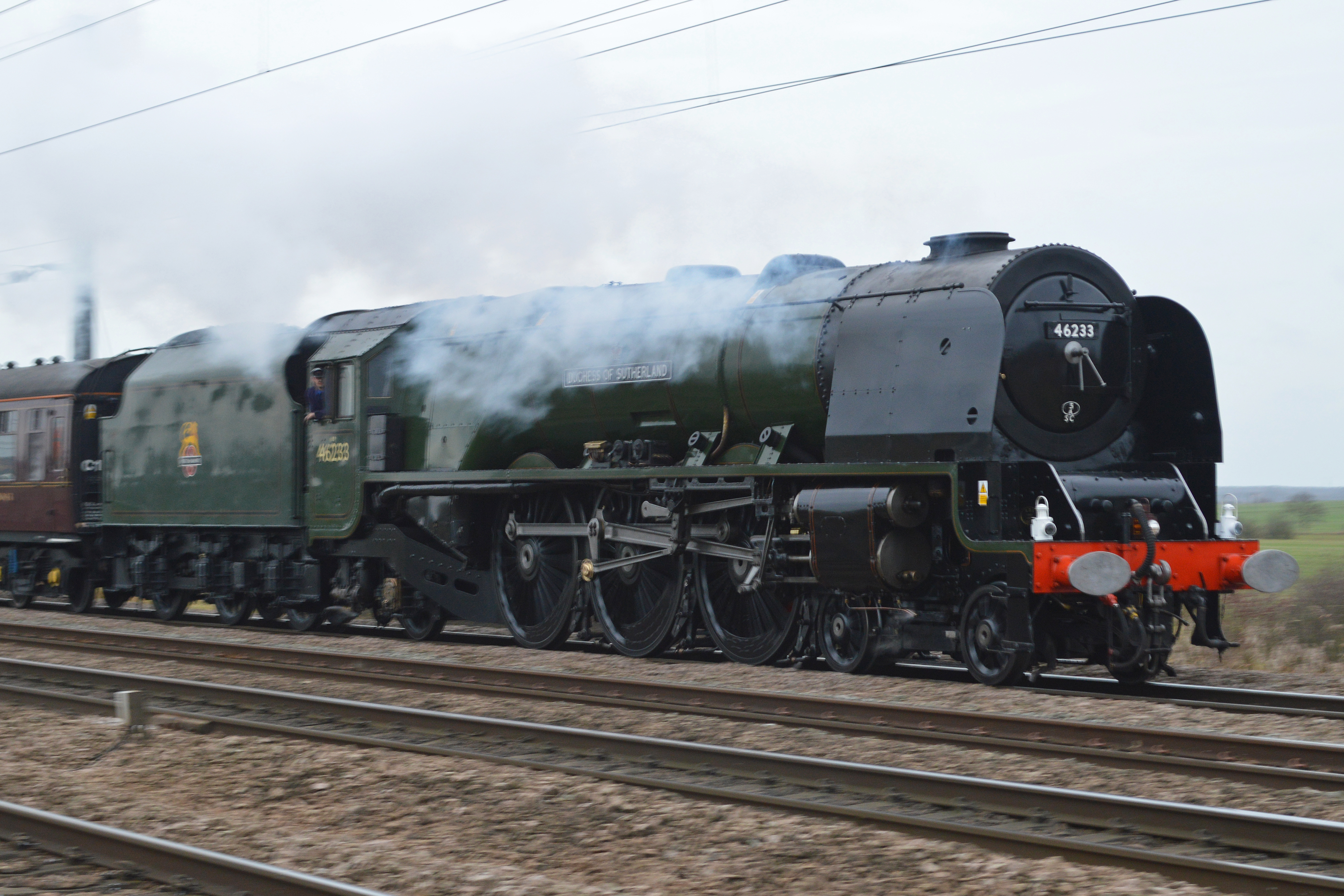
Lokomotive 6233 Duchess of Sutherland in British-Railways-Farbgebung 2015 vor einem Sonderzug

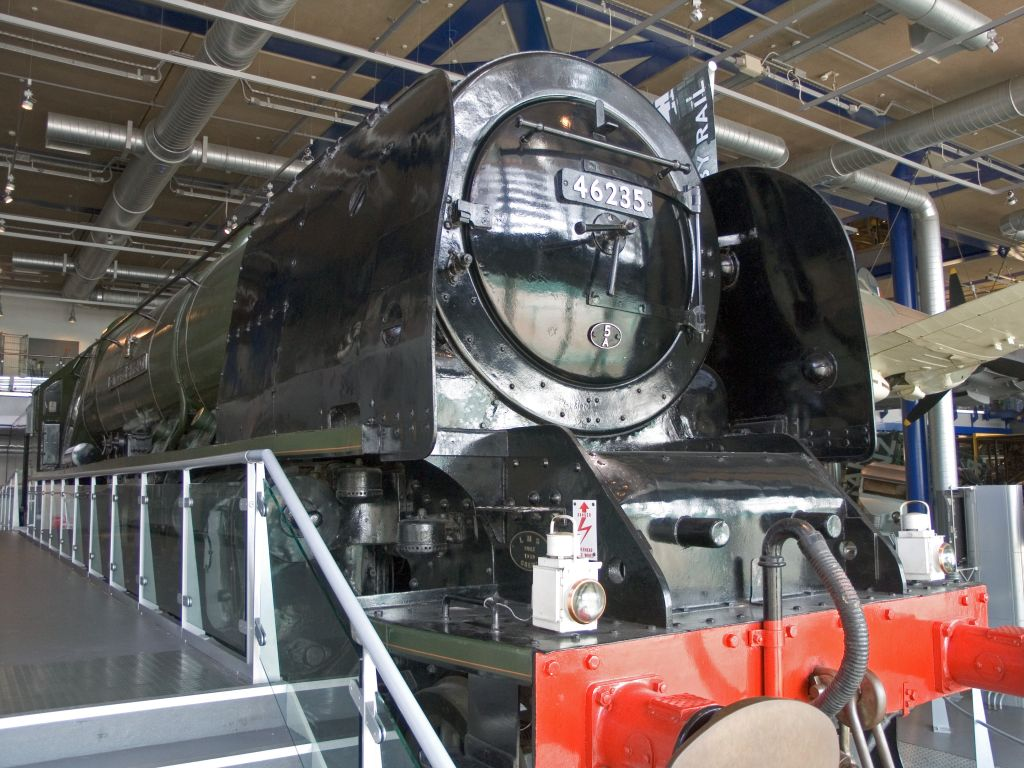
Lokomotive 6235 City of Birmingham im Thinktank, Birmingham Science Museum

Insgesamt sind drei Maschinen der Coronation Class erhalten geblieben. Eine der Maschinen ist mit Stand 2023 als betriebsfähige Museumslokomotive mit Zulassung durch Network Rail auf dem britischen Eisenbahnnetz im Einsatz, die beiden anderen sind in Museen zu besichtigen.

### Lokomotive 46229Duchess of Hamilton
Die Lokomotive wurde im September 1938 in Crewe mit Stromlinienverkleidung ausgeliefert, lackiert in Dunkelrot mit goldenen Streifen. 1939 wurde sie mit Namen und Nummer von 6220 Coronation in die Vereinigten Staaten überstellt. Kriegsbedingt kehrte sie erst 1943 nach Großbritannien zurück und erhielt wieder ihre ursprünglichen Bezeichnungen. 1947 verlor die Lokomotive ihre Stromlinienverkleidung. Ihre Beheimatung wechselte mehrfach zwischen Camden und Crewe Nord. In ihrem letzten Depot Edge Hill in Liverpool wurde sie im Februar 1964 ausgemustert. Nach ihrer Ausmusterung wurde die Lokomotive von Billy Butlin, dem Betreiber der Feriencamp-Kette Butlin’s erworben und als Attraktion zusammen mit einer Dampflokomotive der LB&SCR-Klasse A1 im Butlin’s-Camp in Minehead, Somerset, aufgestellt. 1975 gab Butlin’s die Lokomotiven nach einer Neuausrichtung des Camp-Konzepts ab. Die Duchess of Hamilton wurde als Dauerleihgabe von der Vereinigung der Freunde des National Railway Museums (NRM) in York übernommen und betriebsfähig aufgearbeitet. Ab 1980 wurde sie vor Sonderzügen des National Railway Museums eingesetzt. Zwischen 1985 und 1989 erfolgte eine umfassende Überholung der Maschine, die das Museum schließlich 1987 von Butlin’s erwarb. Bis 1996 setzte das Museum die Lokomotive erneut vor Sonderzügen ein, seitdem wurde sie als statisches Ausstellungsstück in York neben der A4 Mallard der LNER ausgestellt. Im Jahr 2005 kündigte das NRM an, die Lokomotive erneut mit einer Verkleidung zu versehen. Seit 2009 steht sie mit neuer Stromlinienverkleidung im Museum in York.

### Lokomotive 46233Duchess of Sutherland
Im Juli 1938 lieferte Crewe Works die Lokomotive als Teil des ersten Loses von Lokomotiven ohne Stromlinienverkleidung aus und zunächst in Camden stationiert. Ab 1944 war sie im Depot Crewe Nord, wo sie bis Ende der 1950er Jahre blieb. Ab da wechselte die Beheimatung mehrfach zwischen Carlisle und Camden. Zuletzt kam sie wie die 46229 Duchess of Hamilton nach Edge Hill, wo sie im Februar 1964 ausgemustert und nach ihrer Ausmusterung von Billy Butlin erworben und in einem seiner Feriencamps in Schottland in Ayr aufgestellt. 1971 gab das Unternehmen die Lokomotive an das Bressingham Steam Museum in Norfolk ab. Dort wurde sie auf einem kurzen Gleisabschnitt betriebsfähig für Führerstandsmitfahrten eingesetzt, bis sie 1974 aufgrund von Problemen mit der Feuerbüchse abgestellt werden musste. Sie blieb bis 1996 als statisches Ausstellungsobjekt in Bressingham. In diesem Jahr erwarb der The Princess Royal Class Locomotive Trust die Lokomotive und ließ sie bis 2001 betriebsfähig herrichten. Seitdem wird sie, abgesehen von teils längeren Werkstattaufenthalten für Hauptuntersuchungen und Reparaturen, von ihrem Eigentümer vor Sonderzügen auf dem britischen Eisenbahnnetz eingesetzt.

### Lokomotive 46235City of Birmingham
Die LMS übernahm die mit Stromlinienverkleidung ausgestattete Lokomotive im Juli 1939 in ihren Bestand und stationierte sie in Crewe Nord. Im Unterschied zu vielen anderen Lokomotiven der Klasse blieb 46235 City of Birmingham ihre gesamte Dienstzeit bis zu ihrer Ausmusterung in diesem Depot beheimatet. 1946 verlor sie als erste Lokomotive der gesamten Klasse die Stromlinienverkleidung und erhielt stattdessen Windleitbleche. Nach ihrer Ausmusterung im September 1964 wurde die Lokomotive 46235 von British Railways zur Erhaltung vorgesehen und zunächst in einem Lokschuppen in Nuneaton hinterstellt. 1966 übergab British Railways die Lokomotive als Geschenk an das Birmingham Museum of Science and Industry in der namensgebenden Stadt. 1997 zog die Lokomotive zusammen mit dem seitdem als Thinktank, Birmingham Science Museum bezeichneten Museum an einen neuen Standort, wo sie seitdem wieder als Ausstellungsobjekt dient.

## Galerie

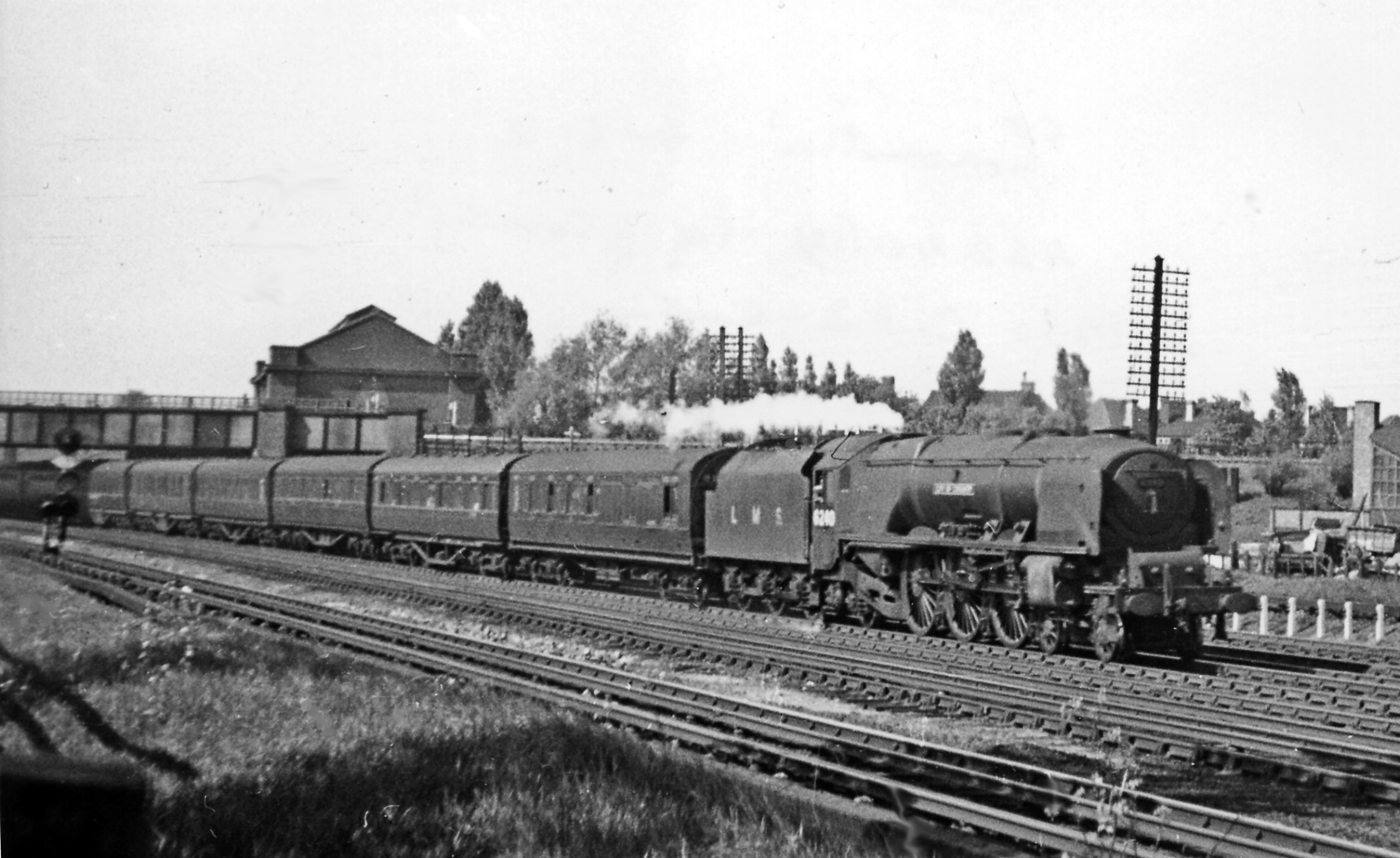
Lokomotive 6240 City of Coventry 1948 noch in LMS-Farbgebung und -Beschriftung auf der Fahrt von Carlisle nach London Euston nördlich von Wembley
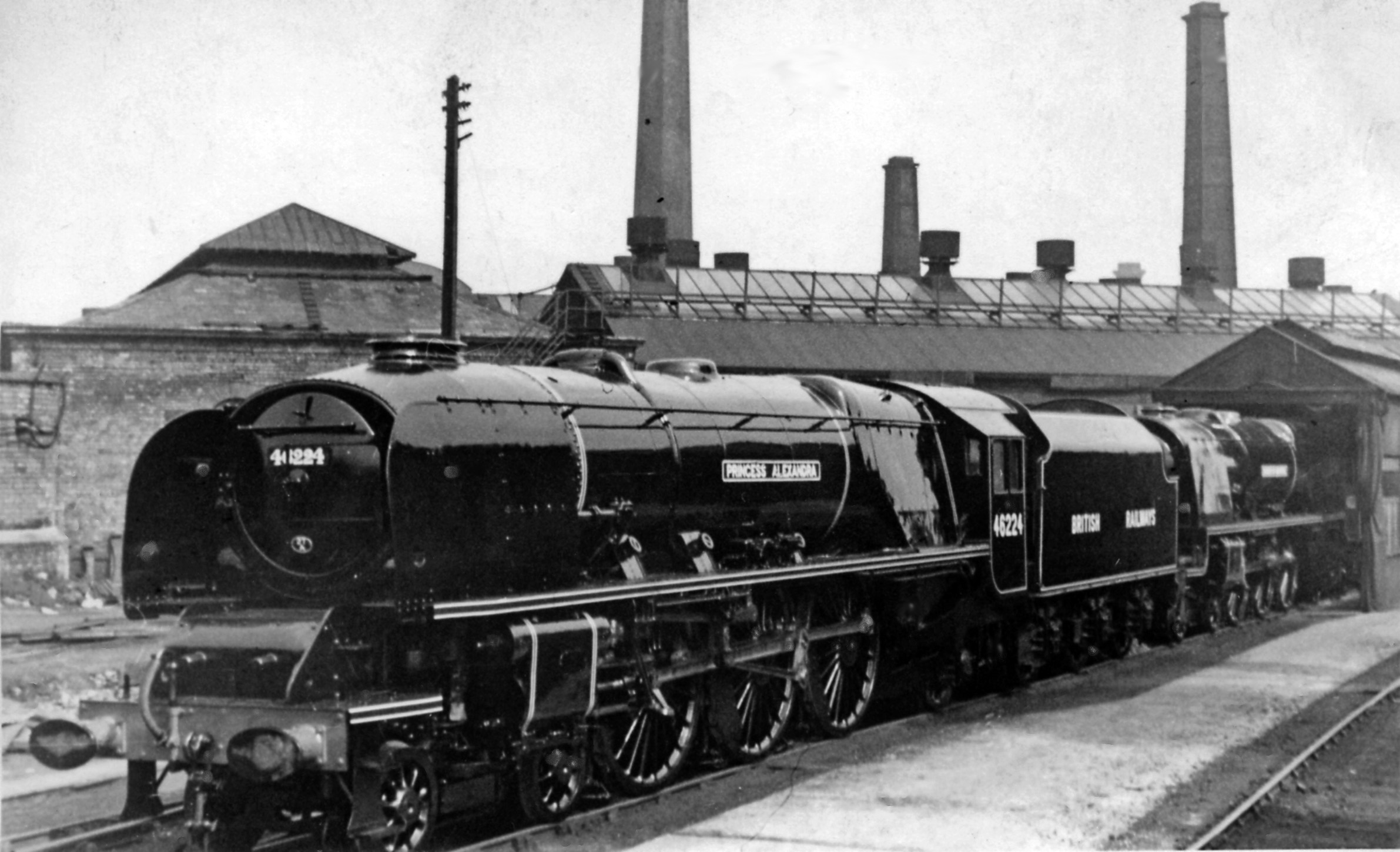
Die Lokomotiven 46224 Princess Alexandra und 46232 Duchess of Montrose 1948 in den Werkstätten in Crewe nach einer Neulackierung in den Farben von British Railways
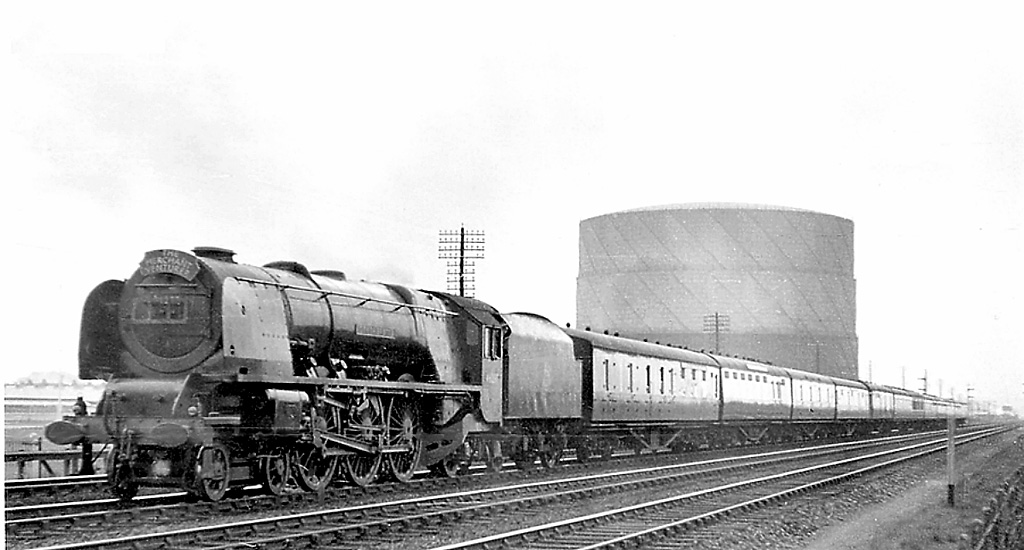
Lokomotive 46237 City of Bristol auf der Great Western Main Line östlich von Reading mit einem Express nach London Paddington im Jahr 1955 als Ersatz für ausgefallene Lokomotiven der King Class
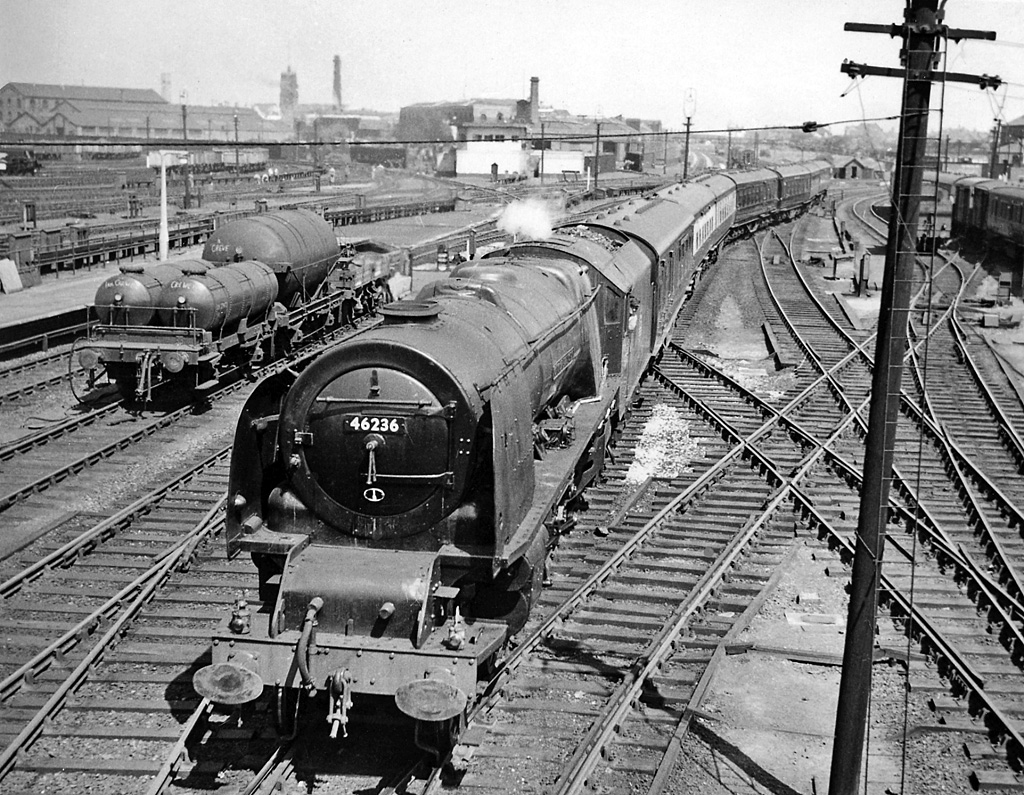
Der Pines Express auf der Fahrt von Manchester nach Bournemouth im Jahr 1957 in Crewe mit Lokomotive 46236 City of Bradford, die ursprünglich abgeflachte Rauchkammer ist inzwischen durch eine der Regelbauart ersetzt
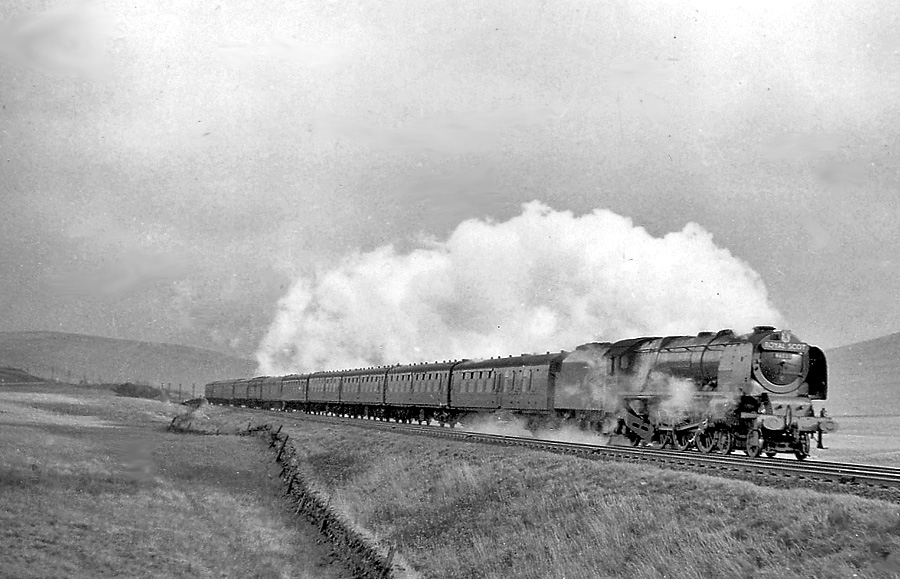
46227 Duchess of Devonshire im Jahr 1957 mit dem Royal Scot auf der Fahrt nach Glasgow im Anstieg auf der Rampe bei Beattock
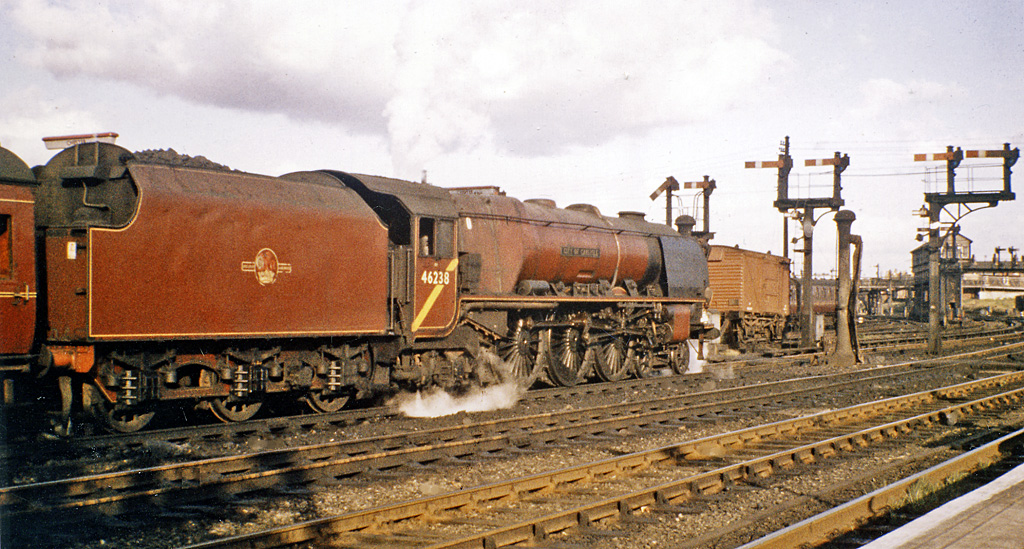
Lokomotive 46238 City of Carlisle 1964 im Bahnhof Chester General. Der gelbe Streifen auf dem Führerstand signalisiert, dass die Lokomotive aufgrund ihres Lichtraumprofils nicht auf elektrifizierten Strecken eingesetzt werden darf.
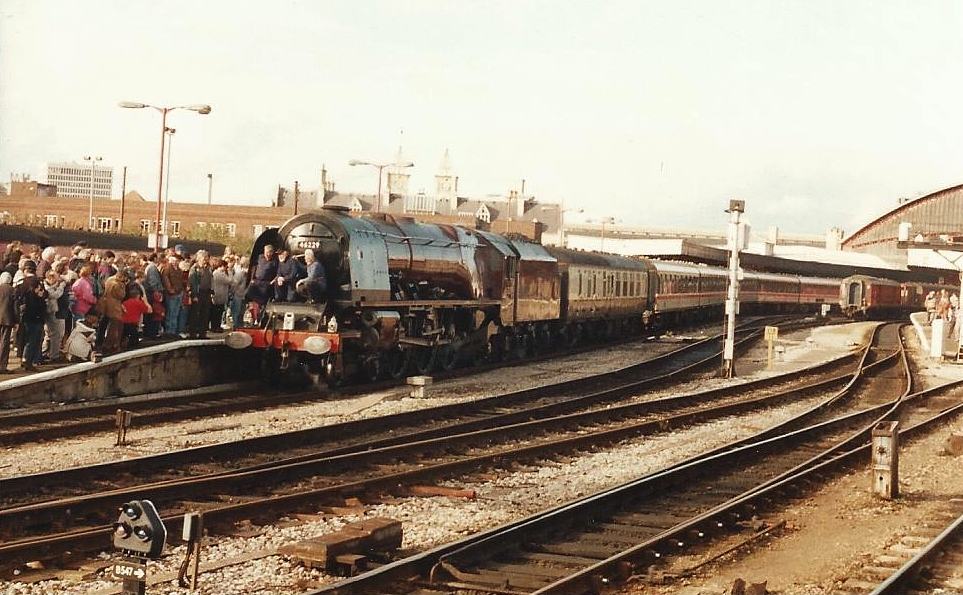
Lokomotive 6229 Duchess of Hamilton 1994 vor einem Sonderzug im Bahnhof Bristol Temple Meads
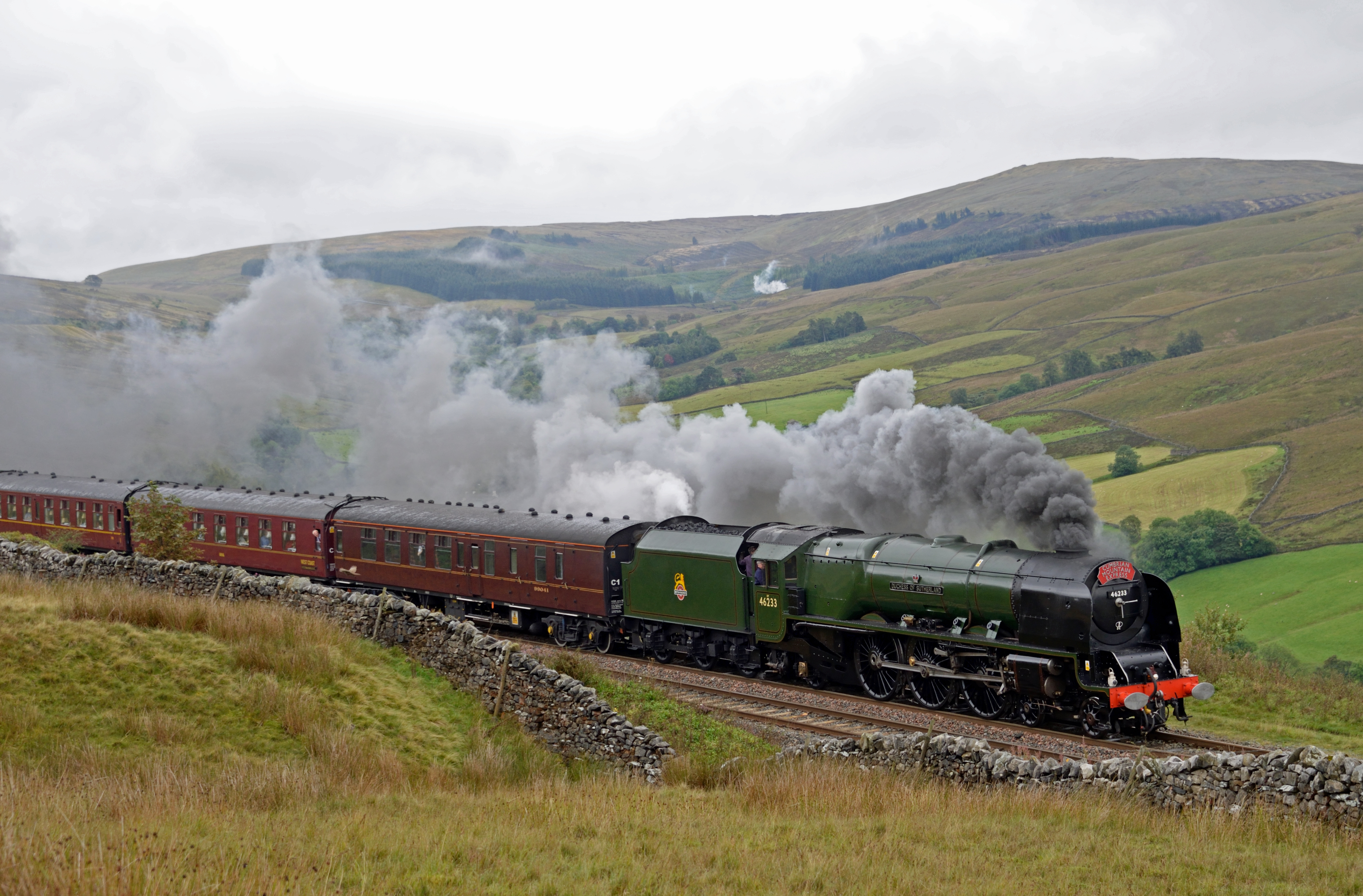
Lokomotive 46233 Duchess of Sutherland im Brunswick green von British Railways 2014 vor einem Sonderzug auf der Settle & Carlise Line
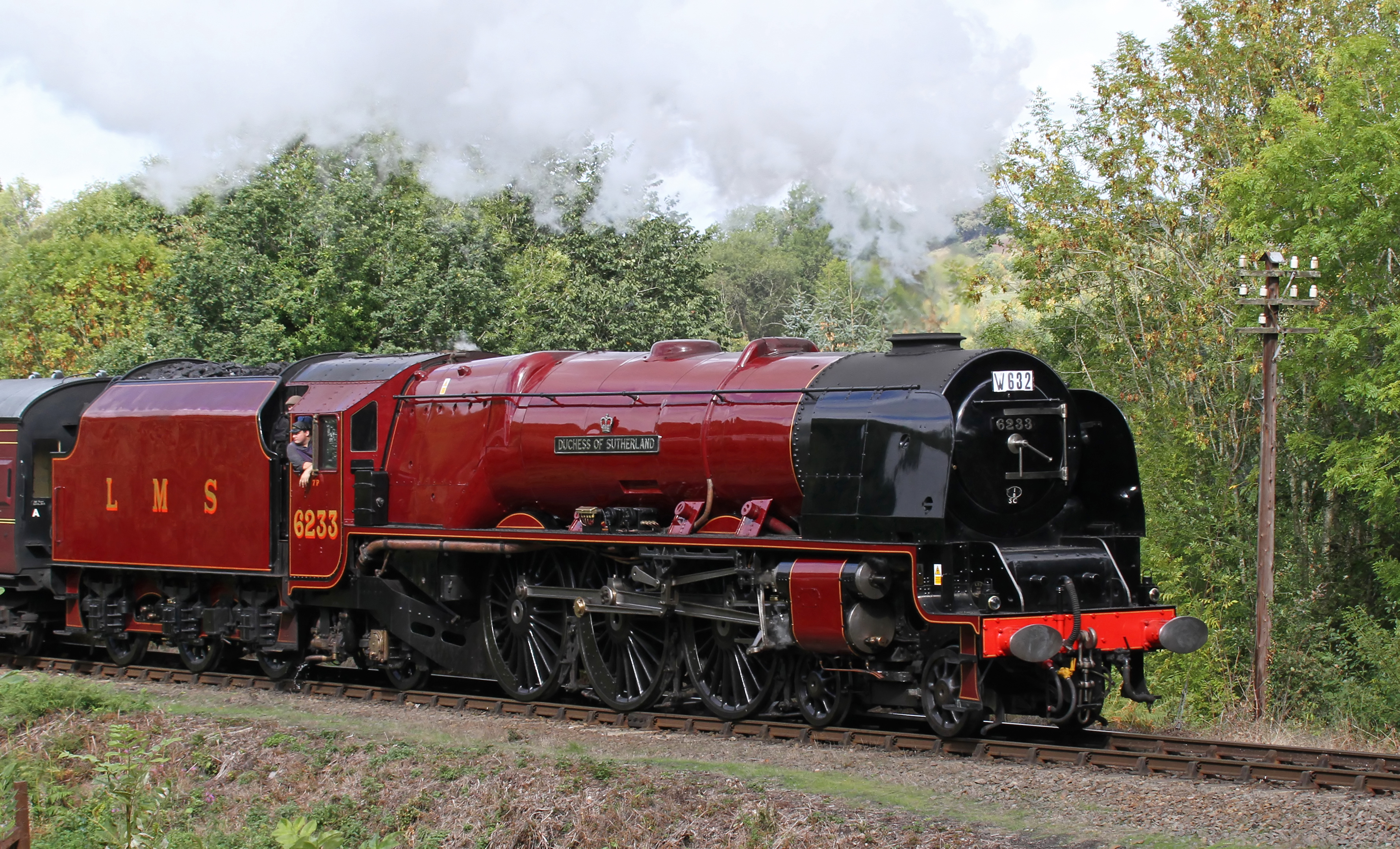
Die erhaltene und betriebsfähige Lokomotive 6233 Duchess of Sutherland in LMS-Farbgebung im Jahr 2018

## Rezeption und Modelle

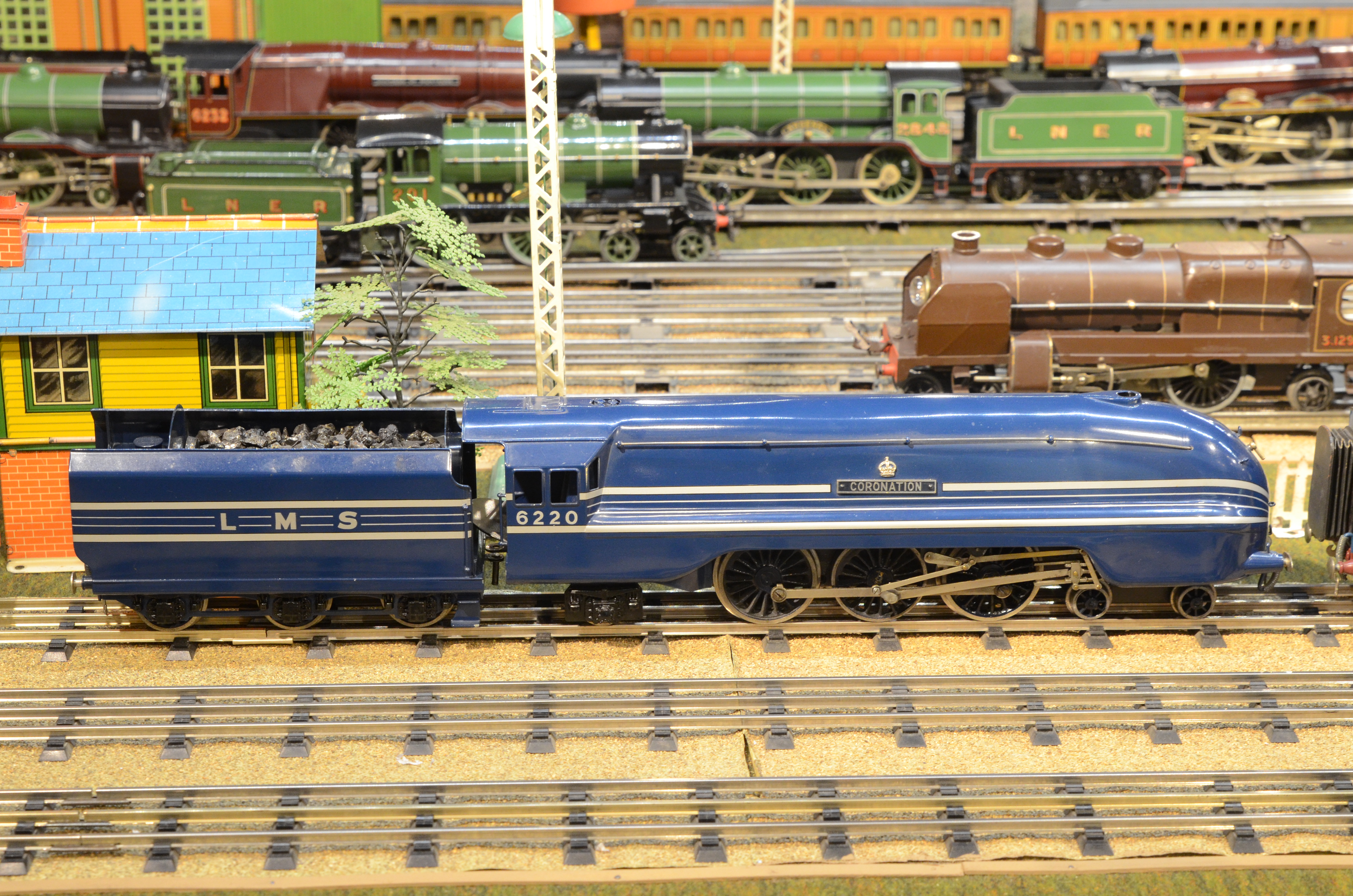
Modell der Coronation Class mit Stromlinienverkleidung und blauer Farbgebung von Bassett-Lowke für Spur 0 von 1937

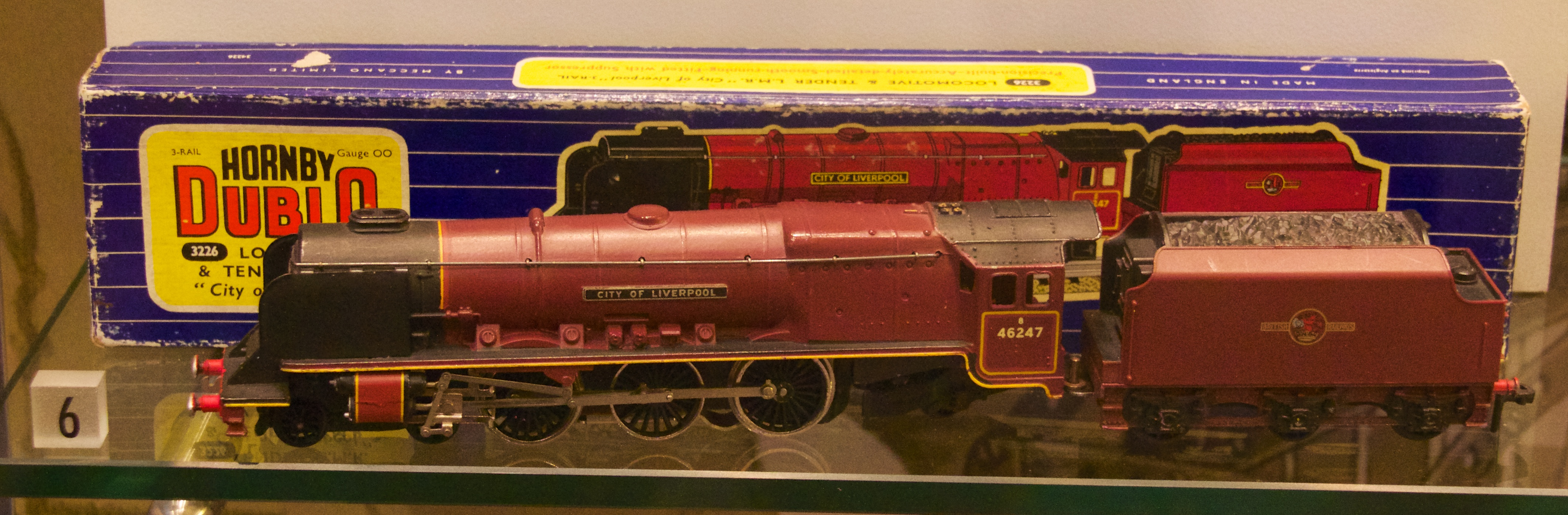
Modell ohne Stromlinienverkleidung von Hornby Dublo ab 1948

Ähnlich wie der Expresszug Flying Scotsman der LNER mit seiner A4-Stromlinienlokomotive bildete der Coronation Scot mit seiner Coronation-Stromlinienlokomotive den Paradezug der LMS am Ende der 1930er Jahre bis zum Kriegsausbruch im September 1939. Mit den ikonographischen Motiven dieser Züge wurde auf Plakaten und Anzeigen für die konkurrierenden Angebote beider Bahngesellschaften zwischen London und Schottland geworben. Die LMS ließ sowohl den Zug wie auch die Lokomotiven auf Plakaten abbilden, die von Künstlern wie Norman Wilkinson, Bryan de Grineau und Lili Réthi gezeichnet wurden. Die LMS musste vielen Anfragen von Besuchergruppen und Delegationen aus dem In- und Ausland zur Besichtigung der neuen Stromlinienlokomotiven nachkommen, so bspw. durch eine Delegation der Deutschen Reichsbahn im Juli 1938, die mit der Lokomotive 6225 Duchess of Gloucester eine Fahrt über die West Coast Main Line von Euston nach Glasgow absolvierte. Dem bulgarischen Zaren Boris III., der für seine Eisenbahnbegeisterung bekannt war, ermöglichte die LMS eine Fahrt auf dem Führerstand, bei der er selber die Lokomotive steuern durfte. Der Monarch bedankte sich beim LMS-Lokomotivpersonal mit wertvollen Uhren.
Die neuen Stromlinienlokomotiven wurden bereits kurz nach ihrem erstmaligen Einsatz 1937 von verschiedenen Modellbahnherstellern nachgebaut. Ab 1937 bot Bassett-Lowke ein Modell der Coronation Class in der Ausführung in Caledonian Blue für die Spur 0 an, Trix Twin Railways folgte kurz vor Kriegsausbruch 1939 mit einem Modell für die kleineren Tischbahnen. Auch nach dem Krieg blieb die Coronation Class mit und ohne Stromlinienverkleidung ein beliebtes Objekt für die Modellbahnhersteller. Vor allem die britischen Hersteller Hornby Railways und Graham Farish hatten diverse Modelle dieser Lokomotivklasse in unterschiedlichen Ausführungen und Farbgebungen für die Nenngrößen 00 und N auf den Markt gebracht.